# Klarinette
Die Klarinette ist ein Holzblasinstrument mit teils zylindrischer und teils konischer Bohrung. Ihr Mundstück ist wie beim Saxophon mit einem einfachen Rohrblatt ausgestattet. Der Name des Instruments (von italienisch clarinetto („Clarinetto, ist ein zu Anfange dieses Seculi von einem Nürnberger erfundenes […] Instrument, […]“; siehe auch Die Klarinette im 18. Jahrhundert), „kleines Clarino“) wird darauf zurückgeführt, dass sie im hohen Register ähnlich klingt wie die hohe Clarin-Trompete, deren Funktion sie im 18. Jahrhundert teilweise übernahm. Sie verfügt über einen für Blasinstrumente sehr großen Tonumfang von ungefähr vier Oktaven. Es gibt nicht nur die Klarinette, sondern eine ganze Familie von unterschiedlich gestimmten Klarinetten, von der Kontrabasslage bis zum Sopranino. Hinsichtlich der Notation handelt es sich mit Ausnahme der seltenen C-Klarinette um transponierende Instrumente. Unter diesen hat die B-Klarinette in der Praxis die größte Bedeutung, gefolgt von der Klarinette in A. Diese beiden Instrumente klingen eine große Sekunde bzw. eine kleine Terz tiefer als in deren Notensatz notiert.
Moderne Klarinetten werden in drei Griffsystemen, jeweils mit Varianten, hergestellt. Die beiden wichtigsten sind das Böhm-System, auch französisches System genannt und das Oehler-System, auch deutsches System genannt. Daneben gibt es noch das Albert-System. Das Oehler-System dominiert im deutschsprachigen Raum, das Böhm-System im Rest der Welt, während das Albert-System fast nur noch in der osteuropäischen Volksmusik anzutreffen ist.

## Aufbau und Funktion

### Material und Teile der Klarinette

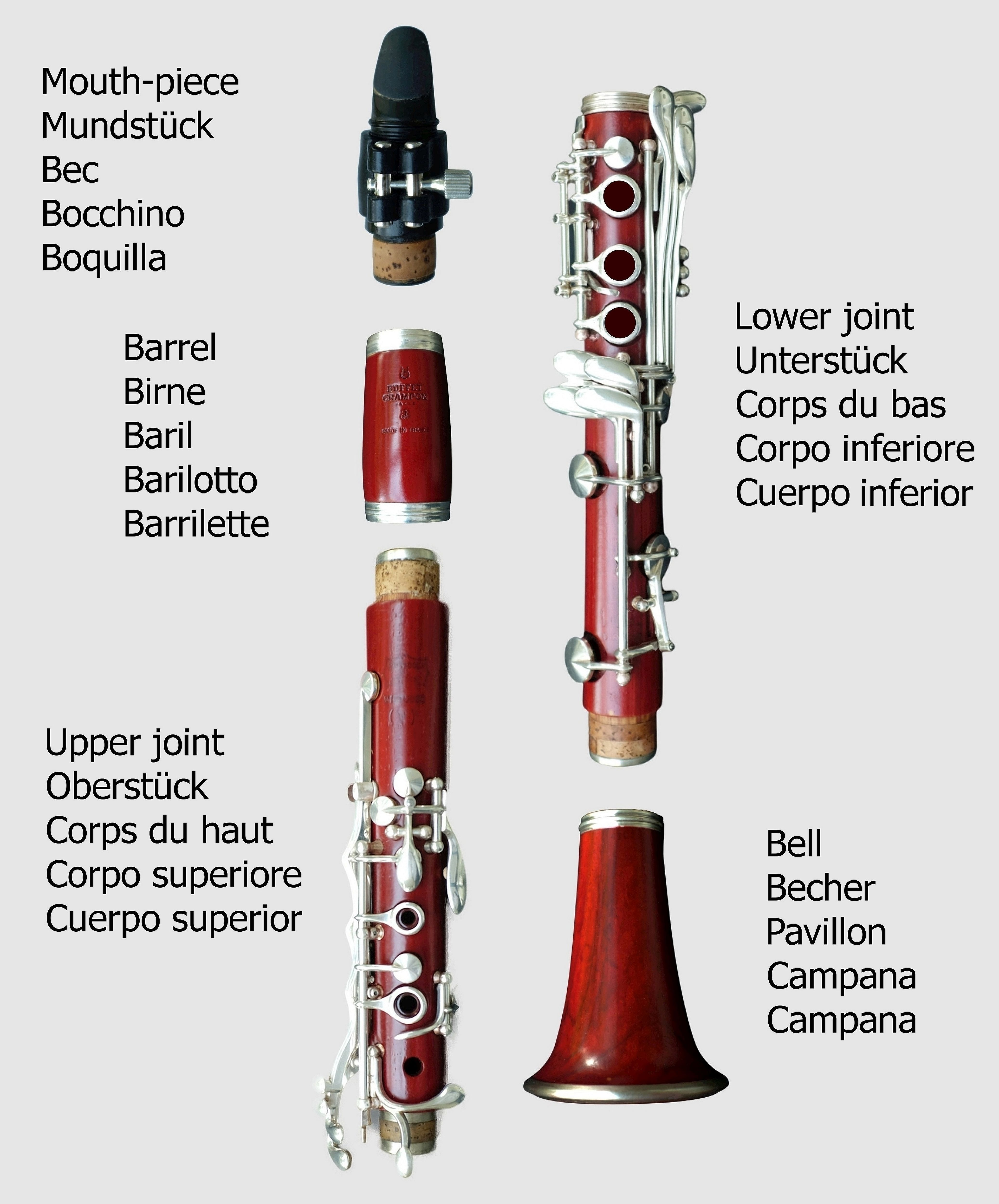
Zusammensetzung: Mundstück, Birne, Oberstück, Unterstück, Becher

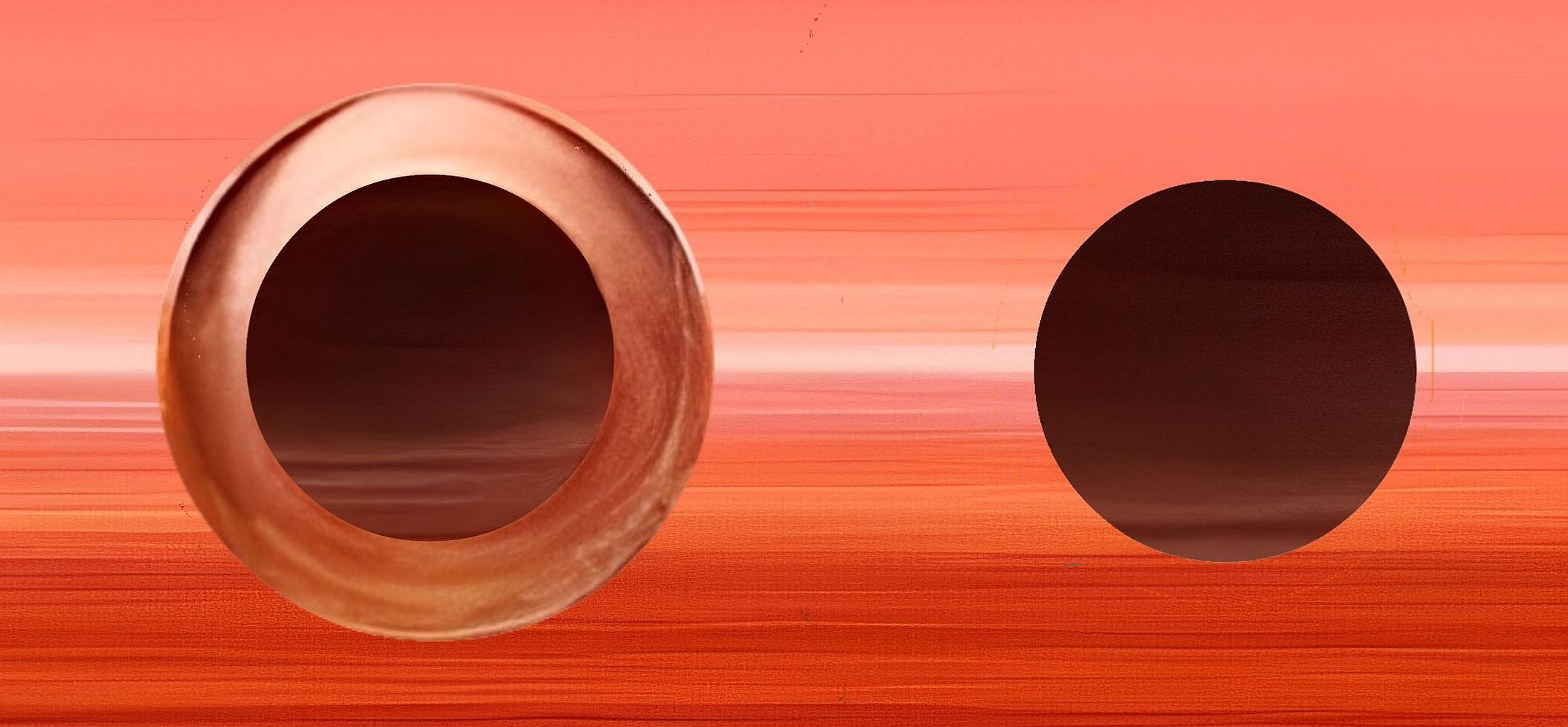
Versenktes Tonloch mit Zwirl und einfaches Tonloch

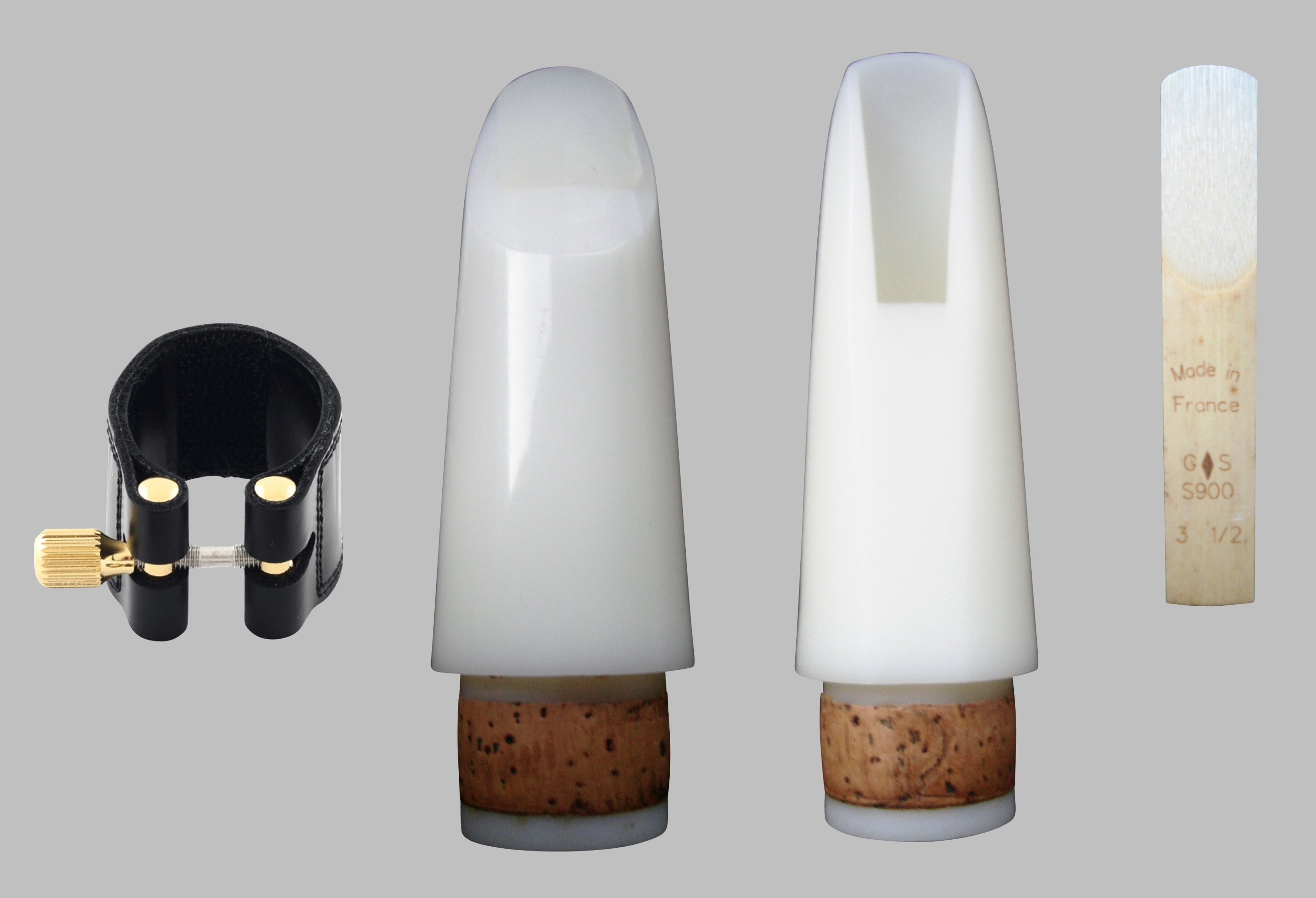
Blattschraube, Mundstück von oben und von unten, Blatt

Der Korpus der Klarinette bestand ursprünglich aus Buchsbaum; heute wird zumeist Grenadillholz verwendet. Es ist wesentlich härter und dichter als Buchsbaum, aber auch schwerer. Stattdessen verarbeiten einige Klarinettenbauer auch Mopane oder Bubinga mit ähnlichen, wenn auch nicht ganz so ausgeprägten Eigenschaften. Cocobolo und Palisander, das teilweise auch als Rosenholz bezeichnet wird, sind wegen mangelnder Härte für den Korpus eher ungeeignet. Preisgünstige Instrumente werden aus ABS-Kunststoff oder Ebonit hergestellt, selten aus Metall. 1994 entwickelte Buffet Crampon einen Verbundwerkstoff, bestehend aus Pulver von Grenadillabfällen und Carbonfasern und belegte die daraus hergestellten Klarinetten mit dem Etikett „Green-Line“, wobei der Preis dem von Grenadill-Klarinetten entspricht. Das neueste und teuerste Material für das Ober- und Unterstück ist ein carbonummantelter Holzkern aus Grenadill oder Cocobolo. Die unterschiedlichen Materialien haben ihren je eigenen Klangcharakter. Die Klappenmechanik ist in der Regel aus versilbertem oder vergoldetem Neusilber, selten aus Messing oder Nickel.
Die Gesamtlänge der B-Klarinette beträgt ungefähr 66 cm, der A-Klarinette 71 cm. Die entsprechenden Bassett-Ausführungen sind ca. 18 cm länger. Die Innenbohrung ist etwa zwischen 14,6 und 15,7 mm weit; dabei liegt die Konizität (Differenz zwischen geringstem und weitestem Durchmesser) der deutschen Klarinette bei 3 mm, der französischen bei 7 mm (hauptsächlich oder ausschließlich am Unterstück), s. Griffsysteme. Die Art der Bohrung ist neben dem Material bedeutsam für den Klang.
Um einfacher hergestellt, transportiert und gewartet werden zu können, besteht die Klarinette aus fünf getrennten Teilen, die mit Kork, seltener mit Gore-Tex belegten Zapfen ineinander gesteckt werden:
- das Mundstück (zusammen mit dem aufliegenden Rohrblatt und der Blattbefestigung), genannt auch Schnabel,
- die Birne (auch Fass oder Fässchen genannt),
- das Oberstück,
- das Unterstück
- und der (Schall-)Trichter oder das Schallstück (auch Becher oder Stürze genannt).

Der Trichter ist für den Klang der tiefsten Töne ausschlaggebend.
Am Ober- und Unterstück befinden sich die Tonlöcher und Klappen. Die Tonlöcher, die mit den Fingern geschlossen werden, sind einfache runde Löcher. Dagegen sind die mit runden Klappen verschlossenen bzw. zu schließenden Tonlöcher versenkt und von einem erhabenen scharfkantigen konischen Ring (Zwirl) umgeben, auf den beim Schließen der Klappen die in diese eingeklebten Polster treffen und das Tonloch absolut dicht verschließen. Die Polster sind entweder aus Leder, meist weichem Ziegenleder, oder aus Gore-Tex. Im Gegensatz zum zylindrischen Oberstück ist das Unterstück in seiner unteren Hälfte leicht konisch geformt, also engmensuriert. Auf der Rückseite seines oberen Endes ist außerdem ein Daumenhalter angebracht, mit dem das Instrument, auf den rechten Daumen gestützt, beim Spielen gehalten wird. Bei schwereren Instrumenten wird dort ein um den Hals des Spielers verlaufendes Band eingehakt.
Das schnabelförmige Mundstück wird aus gehärtetem Kautschuk, früher auch aus Holz hergestellt. Moderne Mundstücke sind aus Kunststoffen wie Ebonit oder Acryl, auch aus Glas, Metall oder Plastik. Der eigentliche Tonerzeuger ist das etwa 12,5 mm breite einfache Rohrblatt (kurz „Blatt“ oder „Blättchen“ genannt, siehe auch Zunge), das am Mundstück (auch Schnabel genannt) befestigt wird. Es ist fast immer aus Rohrholz (Pfahlrohr, Arundo donax), selten aus Kunststoff, der auch mit Kohlenstoff- oder Glasfasern verstärkt sein kann. Zur Befestigung werden je nach gewünschtem Klang und nach Gewohnheit des Klarinettisten Metallhalter, Kunststoffhalter (beide Blattschrauben oder Ligaturen genannt) verwendet oder im Deutschen System auch ca. 120 cm lange Blattschnüre, mit denen Mundstück und Rohrblatt umwickelt werden. Beim Spiel werden die schwingenden Teile der Blätter von den Lippen umschlossen. Durch Änderungen der Stellung der Lippen und des auf das Blatt ausgeübten Drucks sind mehr oder weniger weit reichende Variationen der Tonhöhe möglich, wovon z. B. beim Glissando Gebrauch gemacht wird. Aber auch bei normalem Spielen können kleinere Modulationen notwendig sein zum Ausgleich bauartbestimmter Unstimmigkeiten. Die höchsten Töne, etwa ab notiert e3, erfordern in der Regel zunehmenden Lippendruck, um nicht zu niedrig auszufallen, insbesondere beim französischen Griffsystem.
Mundstück und Blatt sind von entscheidender Bedeutung für den Klang der Klarinette. Es gibt enge, mittlere und weite sowie schmale und breite Bahnen. Für all diese Mundstücke stellt die Industrie Blätter her, und zwar in verschiedenen Stärken. Für den Klarinettisten ist die richtige Kombination von Mundstück und Blatt enorm wichtig. Gleichwohl müssen neue Blätter erst noch eingespielt und gelegentlich erst nachbearbeitet werden. Profiklarinettisten bearbeiten ihre Blätter häufiger nach: Bei Blättern, die zu leicht sind oder zu leicht geworden sind, werden mit einem Blattschneider in Millimeterbruchteilen die Spitzen gekürzt, während bei zu schwer gängigen Blättern vorsichtig mit einem Schachtelhalm die Blattspitze des auf einer Glas- oder Plexiglasplatte aufliegenden Blattes verdünnt wird. Zudem ist darauf zu achten, dass die Unterseite der Blätter absolut gerade ist. Dazu gibt es einen feinen Schleifstein. Es empfiehlt sich, die Blätter nach dem Gebrauch nicht auf dem Mundstück zu belassen, wo sich die Blattspitze wellen würde, sondern das Blatt leicht befeuchtet auf die Glas- bzw. Plexiglasscheibe zu legen. So bleibt die Spitze plan und muss vor dem nächsten Gebrauch nur noch gut angefeuchtet werden. Dennoch entfaltet das Blatt, auch wenn es bereits eingespielt ist, seine vollen Eigenschaften erst nach mehreren Minuten des (erneuten) Gebrauchs.

### Anpassung an den jeweils geltenden Stimmton
Zum Stimmen des Instrumentes verwenden Klarinettisten einerseits Birnen unterschiedlicher Längen, andererseits kann auch die Birne einige Millimeter aus dem Oberstück gezogen werden, um tiefer zu intonieren. Die Bonner Klarinettisten Henry Paulus und Matthias Schuler haben 2008 eine stufenlos stimmbare Klarinettenbirne entwickelt und in zahlreichen Ländern (EU, USA, Japan und China) ein Patent erworben, welches dort noch bis voraussichtlich 2028 gültig ist. Diese Klarinettenbirne muss nicht mehr herausgezogen werden, sondern lässt sich über einen geriffelten Drehring einstellen, ähnlich wie bei einem Zoomobjektiv (deswegen nennen sie ihre Erfindung „Z-Birne“). Der Kammerton a1 (bei der B-Klarinette notiert h1) wird heute auf 440 bis 444 Hz gestimmt.
Für die Sauberkeit der Intonation werden bei der B-Klarinette das eine Oktav tiefer liegende h0 und das eine Oktav höher liegende h2 mit herangezogen. Auch die Überprüfung der Unterquinte e1 oder der e-Moll-Dreiklang sind weitere Indizien für die Sauberkeit der Intonation. In extremen Fällen kann außer dem Birnenauszug noch das Oberstück aus dem Unterstück gezogen werden (Korrektur in der Mitte), falls die Stimmung viel zu hoch ist. Im Gegensatz zu Sinfonieorchestern oder Kammermusikensembles stimmen Blasorchester (der Blechbläser wegen) oft auf dem klingenden b1 ein. In dem Fall spielen B-Klarinetten dann notiert c2, Bassklarinetten notiert c3, Altklarinetten in Es g2 und Es-Klarinetten g1.
Allerdings sind Klarinetten in puncto Stimmton sehr empfindlich, da sie in der Duodezim überblasen und somit auch die oberen Töne schnell unrein werden. Das Instrument stimmt nicht mehr – wie der Musiker sagt – „in sich“. Manche Musiker können mithilfe des Ansatzes auch noch einige Schwingungen höher oder tiefer spielen, aber verglichen mit Flöten, Oboen oder Fagotten, die zur Not auch weiter „ausziehen“ können – und dann mit dem Ansatz leicht korrigieren – ist der Spielraum auf der Klarinette sehr begrenzt.
Die deutsche Bläserschule deckt bei den kritischen „kurzen“ Tönen gerne mit der rechten Hand einzelne Klappen ab; so klingen sie „runder“. Diese Töne sind gerne zu hoch und werden so etwas tiefer gemacht. Auch können weitere Hilfsgriffe verwendet werden, die aber bei jedem Instrument etwas anders liegen. Ein leichtes Blatt macht die Töne etwas tiefer und ein härteres etwas höher.

### Physik
Durch den Luftstrom, der vom Musiker in das Instrument geblasen wird, beginnt das am Mundstück befestigte Rohrblatt zu vibrieren. Dadurch entsteht eine Schwingung in der Luftsäule (siehe auch Holzblasinstrument#Tonerzeugung). Die Klarinette verhält sich dabei wie ein einseitig geschlossenes zylindrisches Rohr (am Mundstück geschlossen, am Trichter offen). Das heißt, nur ein Viertel der Wellenlänge befindet sich im Rohr. Daher klingt die Klarinette bei gleicher Rohrlänge eine Oktave tiefer als die Flöte, die ein beidseitig offenes Rohr ist, bei dem sich die halbe Welle im Rohr befindet.
Die Wellenlänge und damit auch die Frequenz dieser Schwingung hängt von der Länge der schwingenden Luftsäule ab, die durch Öffnen und Schließen der Tonlöcher verändert wird. Das Überblasen wird durch eine Überblasklappe (Duodezklappe) ermöglicht. Darüber hinaus kontrolliert der Spieler mit der Unterlippe und dem Luftstrom auch die Vibration des Rohrblatts, wodurch er sowohl den Klang als auch die Intonation beeinflusst.
Weil die Klarinette ein einseitig geschlossenes zylindrisches Rohr ist, weist das Spektrum der Klarinette im Chalumeau-Register (s. u.) überwiegend Obertöne geradzahliger Ordnung (= Teiltöne ungerader Ordnung) auf. Daraus resultiert ihr eher dunkler Klang in der Tiefe, vergleichbar gedackten Pfeifenorgelregistern.
Aus dem gleichen Grund überbläst die Klarinette in die Duodezime (also von 1⁄4 Wellenlänge nach 3⁄4 Wellenlänge) und nicht in die Oktave wie die Flöte oder auch das Saxophon, bei dem wegen des konischen Rohrs andere Verhältnisse herrschen. Dadurch hat die Klarinette einen großen Tonumfang (eine ganze Oktave mehr als beispielsweise Saxophon, Oboe oder Blockflöte). Das dritte Register überbläst zwei Oktaven und eine Terz (also zu 5⁄4 der Wellenlänge). Der gesamte Tonumfang der Klarinette beträgt ungefähr vier Oktaven.
Die Obertonreihe der einzelnen Register charakterisiert auch ihren Namen. So heißt das tiefe, dumpfe Register Chalumeau-Register, da es dem Klang des Chalumeau entspricht, das noch nicht in ein höheres Register überblasen konnte. Bisweilen wird das Register auch Schalmei-Register genannt (Schalmei und Chalumeau haben dieselbe etymologische Wurzel), was aber irreführend ist, da der Klang der Schalmei bekanntlich laut und offen ist. Das Mittel-Register heißt Clarinregister und erinnert an den Klang in hoher Lage gespielter Blechblasinstrumente (Clarinblasen). Das hohe Register trägt den Namen Flageolett-Register, was auf den Charakter einer Flageolett-Flöte hinweist.
Die Artikulation erfolgt bei der Klarinette meistens durch einen Zungenschlag (auch als Zungenstoß bezeichnet), kann aber für besonders weich einsetzende Töne auch durch den kontrolliert unterbrochenen Luftstrom allein erfolgen.

### Tonumfang
In diesem Artikel wird teils die deutsche, teils die US-amerikanische Notation verwendet. Die nachstehende Tabelle stellt beide Notationen gegenüber.
Klarinetten haben den größten Tonumfang unter den Holzblasinstrumenten. Notiert ist der tiefste Ton bei den meisten Mitgliedern der mehr als 20 Instrumente umfassenden Klarinettenfamilie E3 (kleines E). Einige Hersteller bieten auch von der B-Klarinette abwärts Modelle an, die bis Es3 oder bis D3 herunterreichen. Es gibt aber auch einige Klarinetten, von der B-Klarinette an abwärts, die standardmäßig bis zu C3 gehen, einige Ausführungen auch bis B2 (= großes H). Der jeweils höchste Ton lässt sich nicht genau bestimmen, da abhängig vom Können des einzelnen Spielers. Normalerweise wird der höchste Ton der B-Klarinette mit C7 (viergestrichenes C) angegeben, so dass sich ein Tonumfang von vier Oktaven minus eine große Terz ergibt. Aus physikalischen Gründen reichen die kleineren Klarinetten weniger hoch, bei der As-Klarinette, dem kleinsten Modell, normalerweise nur bis G6, und die größeren Instrumente höher, so die größte Klarinette, die Subkontrabassklarinette, bis A7, also eine große None höher. Den größten Tonumfang hat die Kontrabassklarinette von notiert C3 bis G7, das sind vier Oktaven und eine reine Quinte. (Näheres siehe im Abschnitt Übersicht über die Instrumente der Klarinettenfamilie).
Außer den in C gestimmte Klarinetten (C-Sopranklarinette und Bassettklarinette in C) sind alle Klarinetten transponierende Instrumente. Die über der C-Klarinette liegenden Instrumente klingen höher als notiert, so die bereits genannte As-Klarinette ein Sechste höher, die längeren Instrumente klingen tiefer, so die B-Klarinette um eine große Sekunde und die B-Kontrabassklarinette um zwei Oktaven und eine große Sekunde.
Der Tonumfang einer Klarinette wird in der Regel in drei Register aufgeteilt:
Das tiefe Chalumeau-Register, vom notierten E3 (gegebenenfalls C3) bis zum notierten Bb4 (= eingestrichenes B)
Das mittlere Clarion-Register, das etwas mehr als eine Oktave umfasst, vom geschriebenen B4 (= eingestriches H) bis zu C5.
Das hohe Altissimo-Register, bestehend aus den darüber liegenden Tönen.
Die drei Register haben charakteristisch unterschiedliche Klänge – das Chalumeau ist voll und dunkel, die Clarinregister heller und lieblich, wie eine hohe Trompete aus der Ferne, und das Altissimo kann durchdringend und manchmal schrill sein.

## Geschichte
Die Geschichte der Einfachrohrblattinstrumente reicht bis in die Antike zurück. Seit altägyptischer Zeit, in der klassischen Antike sowie im Mittelalter ist eine große Fülle unterschiedlicher Instrumentenformen, häufig mit gedoppeltem Schallrohr, nachgewiesen. In Regionen mit lebendiger traditioneller Musiktradition sind entsprechende Instrumente zum Teil bis in die Neuzeit erhalten geblieben (zum Beispiel Sipsi). Bei den Rohrblättern dieser Instrumente entsteht die schwingende Zunge durch einen Einschnitt in den Halm eines Rohres (idioglottes Rohrblatt). Demgegenüber wird für die Klarinette ein auf ein Mundstück montierbares und wieder abnehmbares Blatt verwendet, somit ein heteroglottes Rohrblatt.

### Johann Christoph Denner

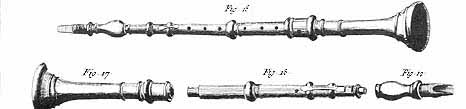
Denners Klarinette

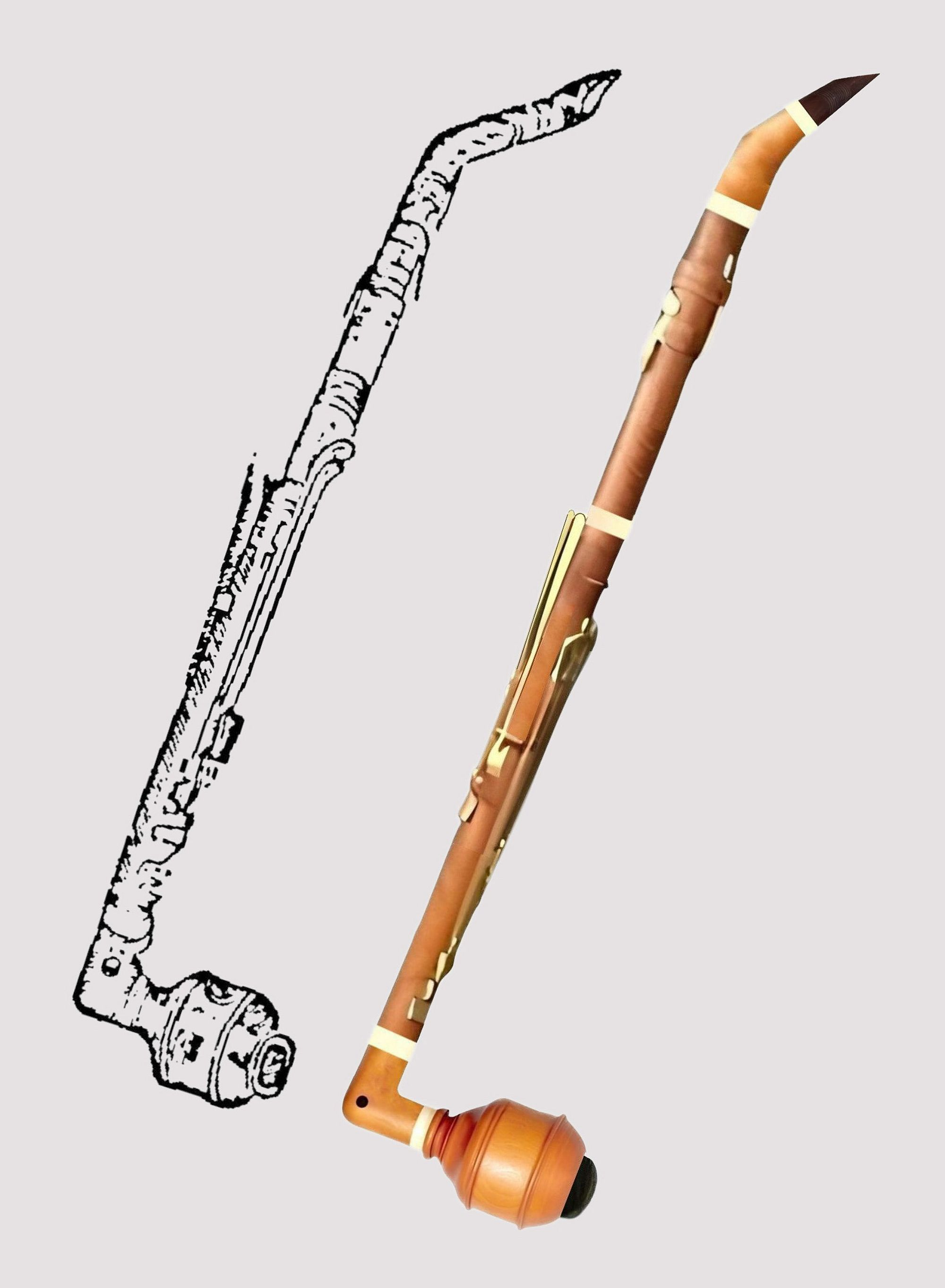
Skizze der von Anton Stadler seit 1789 benutzten Bassettklarinette mit einem Nachbau

Die Klarinette entstand zu Anfang des 18. Jahrhunderts, indem der Instrumentenbauer Johann Christoph Denner ein Chalumeau in der Alt-Lage, ein Holzblasinstrument (ohne Klappen) mit einem Rohrblatt auf dem Mundstück, mit einer Klappe zum Überblasen und einer weiteren Klappe ausstattete. Das Ausgangsinstrument verfügte über acht mit den Fingern zu schließende Tonlöcher und einen Tonumfang – notiert – von f bis g1. Mit der erstgenannten Klappe wurde das Instrument nicht, wie üblich, in der Oktave überblasen, sondern in der Duodezime. Die zweite Klappe, ganz oben, ermöglichte das a1. Etwas später verlängerte Denner den Becher und versah ihn mit einer dritten Klappe, so dass nun der Tonumfang nach unten bis zu e0 reichte. Damit wurde der Tonumfang der normalen Klarinetten, wie wir sie kennen, festgelegt. Das untere Register von e bis g1 erhielt die Bezeichnung Chalumeau-Register und das überblasene Register von h1 bis c3 die Bezeichnung Klarinregister. Darüber entwickelte sich durch besondere Griffe ein drittes Register bis d4.
Andere Hersteller fügten Klappen hinzu, um mehr Töne auf der chromatischen Tonleiter spielbar zu machen und auch die Intonation zu verbessern. Das klassische Instrument, wie Mozart es kannte und liebte, hatte schließlich vier oder fünf Klappen und war bereits im tiefen, mittleren und hohen Register gut spielbar. Mozart regte an, die Klarinette nach dem Vorbild des Bassetthorns nach unten hin um vier Halbtöne bis c0 zu erweitern, wodurch eine besondere Ausführung der Klarinette entstand, die ca. 18 Zentimeter länger war als die übliche Klarinette und die heute Bassettklarinette genannt wird. Für diese schrieb er 1789 das erste Quintett für Klarinette und Streichquartett und 1791 das Konzert A-Dur für Klarinette und Orchester. Beide Werke wurden von Anton Stadler auf einem solchen von Theodor Lotz gebauten Instrument uraufgeführt.
Etwa ab 1750 begann die Klarinette sich als Orchesterinstrument durchzusetzen. Zur Zeit Beethovens (ca. 1780–1820) war sie ein fester Bestandteil des Orchesters.

### Iwan Müller
Der nächste Entwicklungsschub für die Klarinette erfolgte 1812 durch den deutschen Klarinettisten und Klarinettenbaumeister Iwan Müller. Bis dahin war die Zahl der mit Filzpolstern ausgestatteten Klappen begrenzt, da diese nur unzulänglich dicht abschlossen. Müller behob diesen Mangel, indem er die Tonlöcher für die Klappen versenkte, sie mit erhobenen konischen Ringen (Zwirlen) umgab und die Polster mit weichem Leder überzog. Damit war der Weg frei, das Instrument mit wesentlich mehr Klappen auszustatten. So stellte Müller dann 1812 seine 13-Klappen-Klarinette vor, die nach und nach, vor allem in den 1820er Jahren, zum weltweiten Standard wurde und durch andere Klarinettenbauer noch weitere Klappen erhielt.

### Theobald Böhm, Hyacinthe Klosé, Louis Auguste Buffet

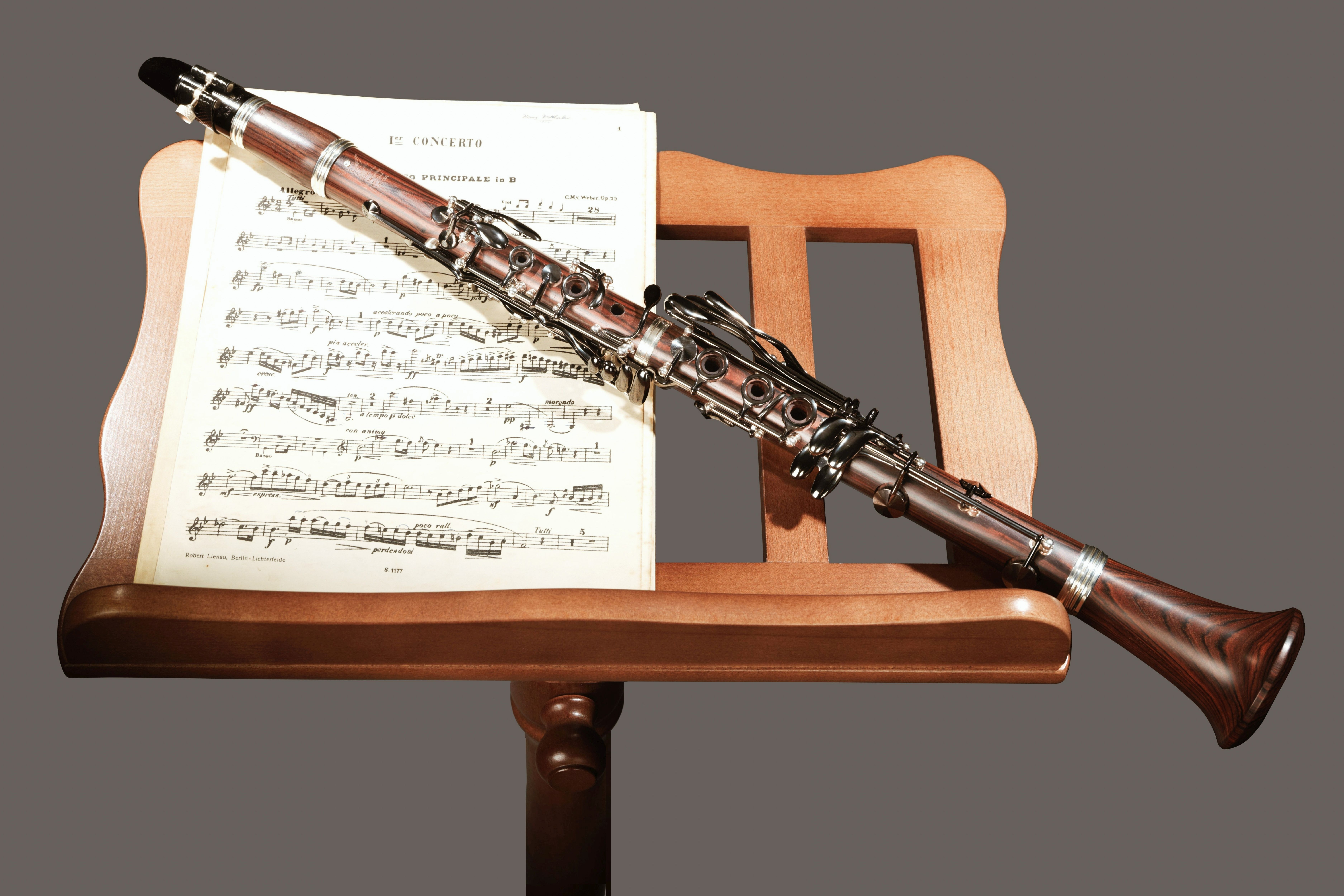
Böhmklarinette aus Königsholz mit zusätzlichem Es-Heber

Müllers Erfindungen revolutionierten nicht nur den Klarinettenbau, sondern auch den Bau der anderen Holzblasinstrumente. Ende der 1830er Jahre machte der deutsche Flötenbauer Theobald Böhm eine ähnlich bedeutsame Erfindung: das Ring- und Achsklappensystem, das er auf der Querflöte verwirklichte, das dann ebenfalls von den Herstellern anderer Holzblasinstrumente übernommen wurde. Dabei umgeben Ringe die Tonlöcher so, dass, wenn ein Finger ein Tonloch bedeckt, er auch einen Metallring nach unten drückt, der mit der Oberseite des Lochs bündig ist. An dem Ring kann sich eine kleine Resonanzklappe befinden. Der Ring wiederum sitzt auf einer Achse, an der weitere Ringe montiert sind, die sich dann ebenfalls schließen und die auch über Resonanzklappen verfügen können, die mit geschlossen werden. Die auf einer Achse montierten Ringe nennt man auch Brille. Zuerst wurde dieses Klappensystem auf die Klarinette übertragen, und zwar zwischen 1839 und 1843 von dem französischen Klarinettisten Hyacinthe Klosé und dem Instrumentenbauer Louis Auguste Buffet. Dabei nahmen sie aber noch weitere signifikante Änderungen an der Klarinette vor, so dass eine neue Klarinette entstand, mit anderen Griffen und durch eine andere Innenbohrung auch einem anderen Klang. Am auffälligsten an dieser Klarinette, die die Erfinder Boehm-Klarinette nannten, obwohl Böhm an der Entwicklung nicht beteiligt war, sind die neuen Klappen für die beiden kleinen Finger am Unterstück, die für bestimmte Töne redundante Griffmöglichkeiten bieten. Die Standard-Böhm-Klarinette besitzt 17 Klappen und 6 Ringe.

### Eugène Albert
Der Belgier Eugène Albert übertrug 1852 das Böhmsche Ringklappensystem ohne grundlegende Änderungen des Griffsystems auf die Müller-Klarinette. Der Klang der Albert-Klarinette ähnelt jedoch eher dem der Böhm-Klarinette, wenn er auch seine eigene Charakteristik hat. Sie hat 16 Klappen und fünf Ringe und je zwei Rollen zwischen den Klappen für die kleinen Finger. Die technische Entwicklung im Detail zeigen die Klarinetten in der Edinburgh University Collection of Historic Musical Instruments.

### Carl Baermann und Georg Ottensteiner
Um 1860 entwickelten der Klarinettist Carl Baermann und der Instrumentenbauer Georg Ottensteiner gemeinsam die patentierte Baermann/Ottensteiner-Klarinette, eine Klarinette mit 16 Klappen, vier Ringen und vier Rollen (wie die Albert-Klarinette, nur dass die Ringe teilweise andere Tonlöcher umgeben), aber in der Tradition des historischen Klangs. Dieses Instrument zeichnete sich vor allem durch seine neuartigen Verbindungshebel aus, die es ermöglichten, einige Klappen von mehreren Stellen aus zu drücken und damit Redundanzen schafften. Sie wurde von 1860 bis etwa 1910 verwendet. Auch der berühmte Brahms-Klarinettist Richard Mühlfeld benutzte diese Klarinette. Und der amerikanische Klarinettensolist Charles Neidich nimmt eine Baermann-Ottensteiner in die Hand, wenn er die bekannten Kompositionen für Klarinette von Johannes Brahms spielt. Diese Klarinette wurde von 1860 bis etwa 1910 gebaut.

### Oskar Oehler
Anfang des 20. Jahrhunderts perfektionierte der deutsche Klarinettist und Klarinettenbauer Oskar Oehler dieses Instrument und stellte 1905 eine Klarinette vor mit 22 Klappen, vier Rollen, fünf Ringen und einem blinden Deckel für den rechten Mittelfinger, unter dem sich kein Tonloch befindet, durch den aber zwei Klappen an der rechten Seite des Unterstücks betätigt werden. Damit war die Weiterentwicklung der Müller-Klarinette einstweilen beendet. Die neue Klarinette wurde Oehler-Klarinette oder auch Klarinette deutschen Systems genannt, während die Böhm-Klarinette seitdem auch als französische bezeichnet wird.
Seit den 1950er Jahren sind die meisten deutschen Spitzenklarinetten noch mit einer Bechermechanik zur Verbesserung der Intonation von e und f ausgestattet und werden mitunter als „Volloehler“-Klarinetten bezeichnet, obwohl diese Mechanik nicht von Oehler stammt.

### Fritz Wurlitzer
Die französische Klarinette unterscheidet sich von der deutschen nicht nur in der Griffweise, sondern auch im Klang. Der charakteristische Klang der Klarinette, der Mozart so sehr fasziniert hatte, ging bei der Böhm-Klarinette verloren. Richard Strauss sprach nach Dirigaten in Frankreich von den näselnden französischen Klarinetten. Ende der 1940er Jahre verwirklichte der deutsche Klarinettenbaumeister Fritz Wurlitzer, Vater von Herbert Wurlitzer, den Gedanken, eine Böhm-Klarinette zu bauen, deren Klang weitgehend dem der deutschen angenähert ist. Es entstand die Reform-Böhm-Klarinette, die nach wie vor hergestellt wird. Nach Weiterentwicklung der Bohrtechniken, vor allem durch die Verwendung von CNC-Maschinen, aber auch nach Wandlung der Spielweise der Böhmklarinettisten wird heute – mit Vorbehalten – der Klang der deutschen Klarinette als rein, sonor und warm und der der französischen als schärfer, obertonreicher (und damit brillanter) und als flexibler beschrieben. Wie eine Klarinette im Einzelfall tatsächlich klingt, ist nicht nur von der Bauart abhängig, sondern in starkem Maße auch von der Klangvorstellung des Spielers und seinem Können, diese Vorstellung auf seinem Instrument zu realisieren, so dass heute selbst Profis bei Blindtesten und Aufnahmen das System der jeweils gespielten Klarinette kaum erkennen können. Damit liegen die Gegebenheiten, die zur Entstehung der Reform-Boehm-Klarinette führten, heute nicht mehr vor.

### Verbreitung der Systeme
Während Mitte des 19. Jahrhunderts die Müller-Klarinette nebst Weiterentwicklungen auf der ganzen Welt gespielt wurde, setzte sich bis zur Mitte des 20. Jahrhunderts von Frankreich ausgehend die Böhm-Klarinette immer weiter international durch. In Deutschland, Österreich und Osteuropa dominierte allerdings das Oehler- bzw. deutsche System. In der zweiten Hälfte des 20. Jahrhunderts wurde auch in den osteuropäischen Ländern das Oehler-System weitgehend durch das Boehm-System ersetzt. In den Niederlanden hatte im Profibereich das Reform-Böhm-System lange Zeit Bedeutung; inzwischen wird es nach und nach vom klassischen Böhm-System abgelöst. In Deutschland und Österreich werden nach wie vor zumindest im Bereich der E-Musik nahezu ausschließlich Klarinetten verwendet, die auf dem Oehler-System fußen. Aus Gründen, die den Klang und die Intonation betreffen, andere meinen aus protektionistischen Gründen, wird die Verwendung dieser Klarinetten in deutschen und österreichischen Orchestern weiterhin durchgesetzt (u. a. Wiener Philharmoniker, Berliner Philharmoniker), in Österreich vorwiegend in der Variante der sogenannten Wiener Klarinette. Andererseits findet man in einem französischen Sinfonieorchester auch keine deutschen Klarinetten.
Die um 1850 von Eugène Albert entwickelte Albert-Klarinette, die in seiner Anfangszeit im Jazz vorherrschte, wird heute nur noch in der Volksmusik des Balkans und der Türkei verwendet.
Ausführlichere Informationen zu den Systemen enthalten die Hauptartikel Griffsysteme Klarinette, Böhm-System, Reform-Böhm-System, Albert-System-Klarinette und Oehler-System.

Klarinetten mit verschiedenen Griffsystemen, links historisches bzw. deutsches System, rechts französisches System (Böhm)
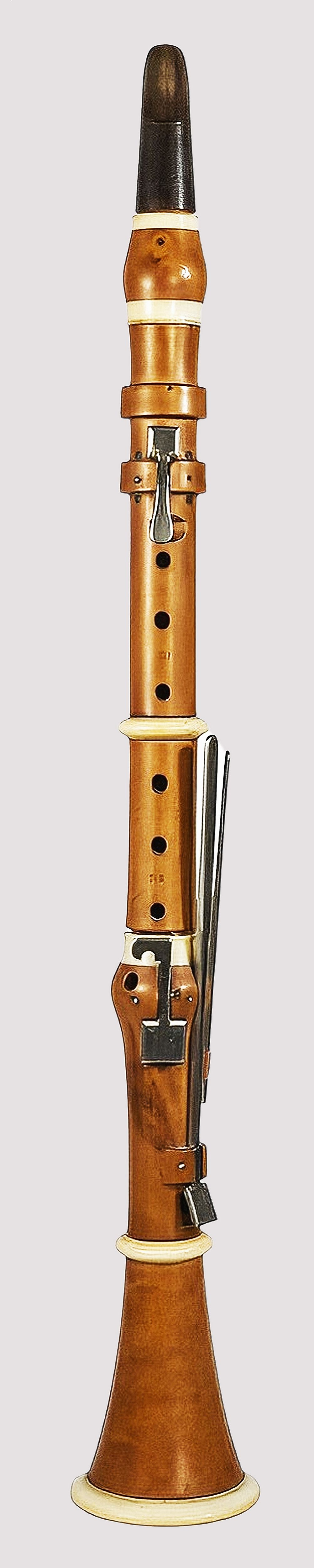
Klarinette mit fünf Klappen, Mundstück in „Über-sich-blasen-Position“, um 1800
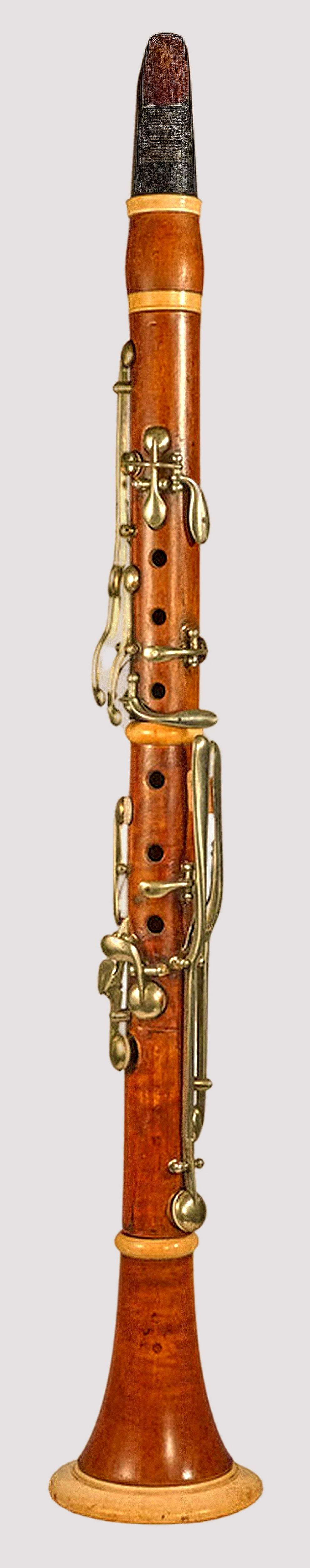
Iwan-Müller-Klarinette mit 13 Klappen, Tonlöchern als Zwirle und Lederpolstern, entwickelt 1812
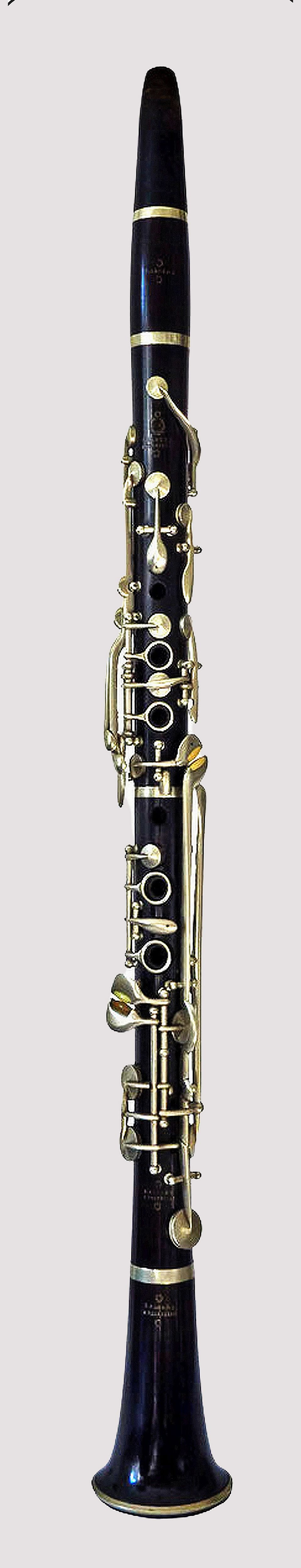
Albert-Klarinette, um 1850, steht technisch zw. der Müller- und der Oehler-Klarinette.
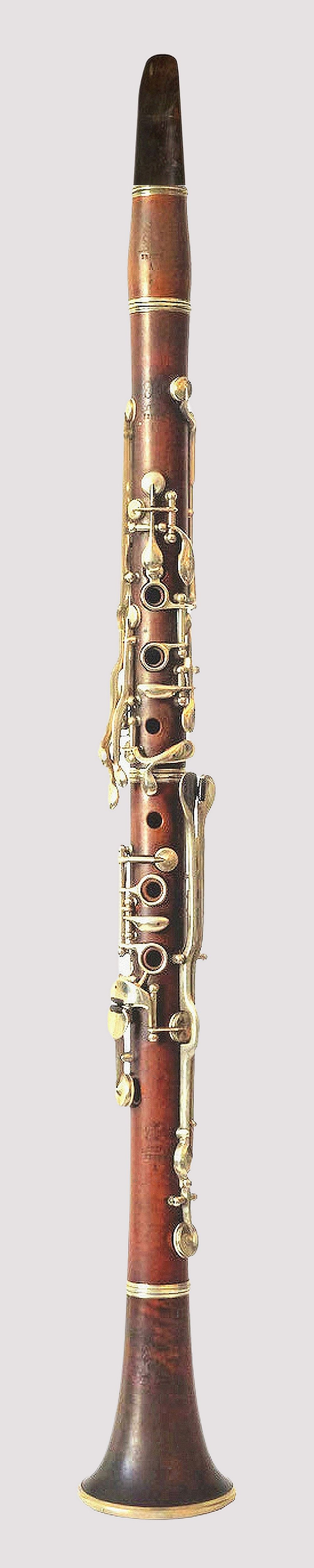
Baermann-Klarinette, um 1860, steht technisch zw. der Müller- und der Oehler-Klarinette
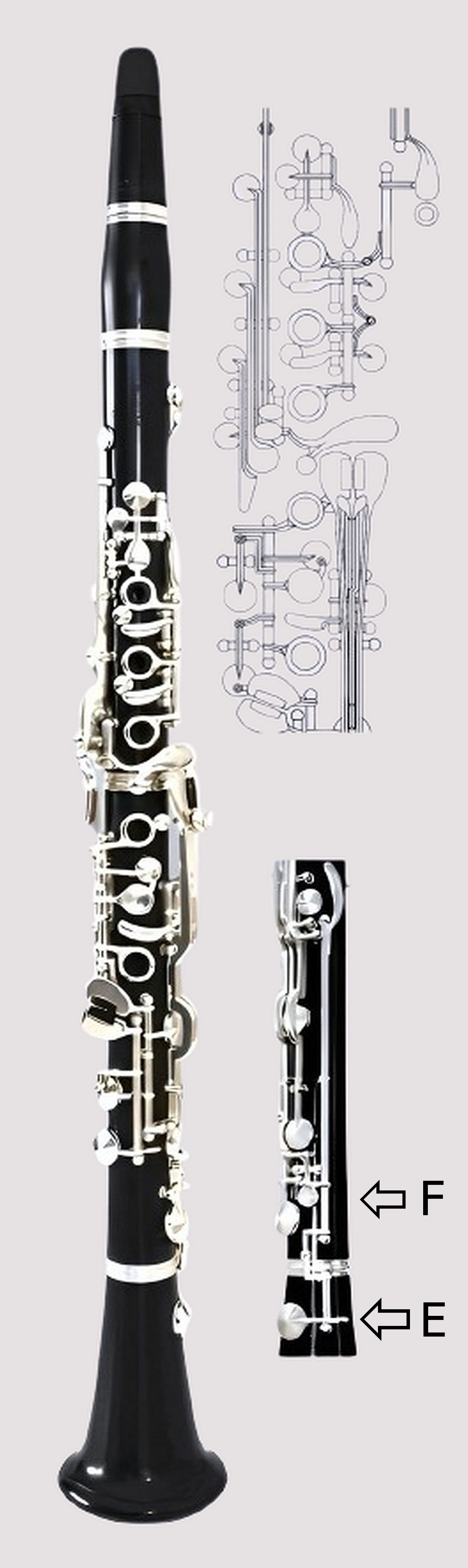
Oehler-Klarinette mit Deckel auf dem mittleren Tonloch des Unterstücks, entw. 1905, mit später hinzu gekommener Bechermechanik zur Verbesserung von tief E und F
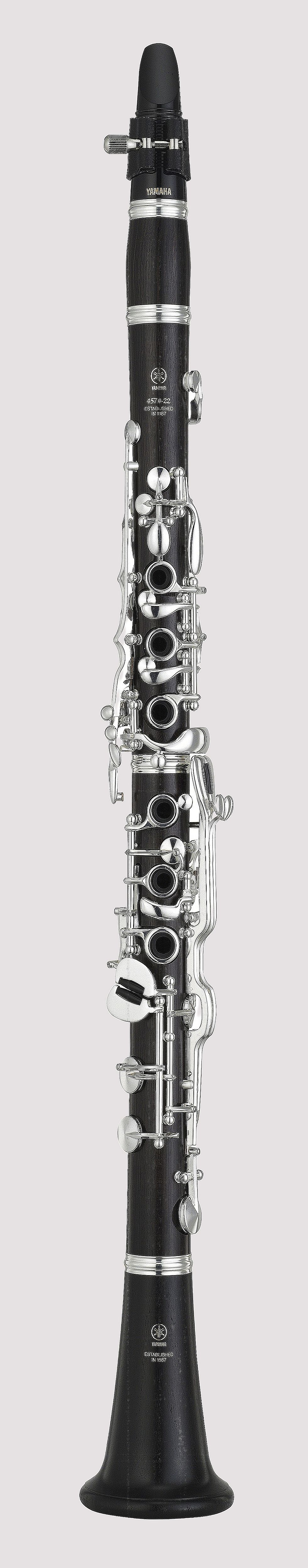
Deutsche Standardklarin. ohne Deckel und ohne Bechermechanik
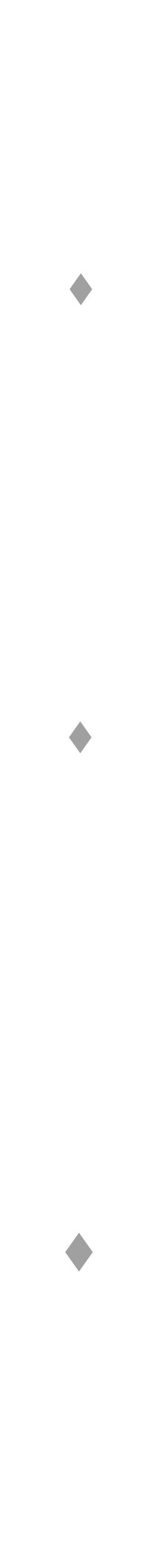
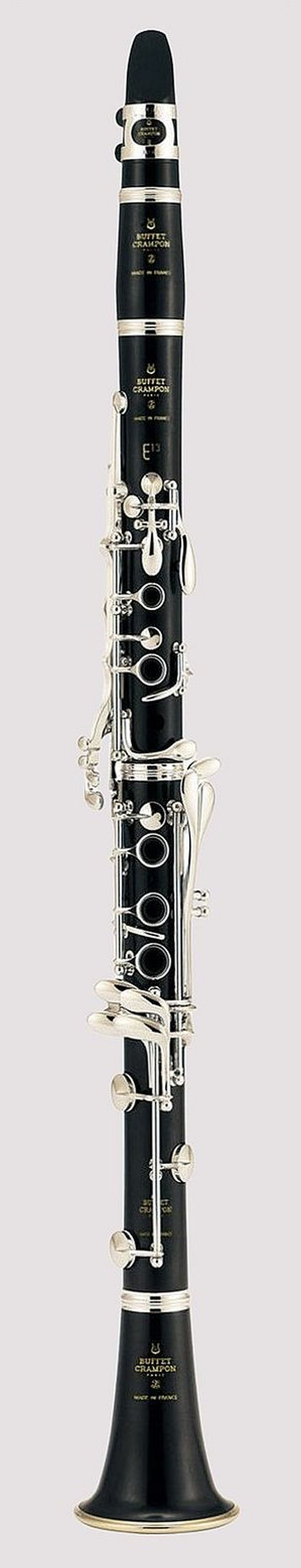
Französische Klarinette (Original Böhm mit 17 Klappen und 6 Ringen, entwickelt 1843)
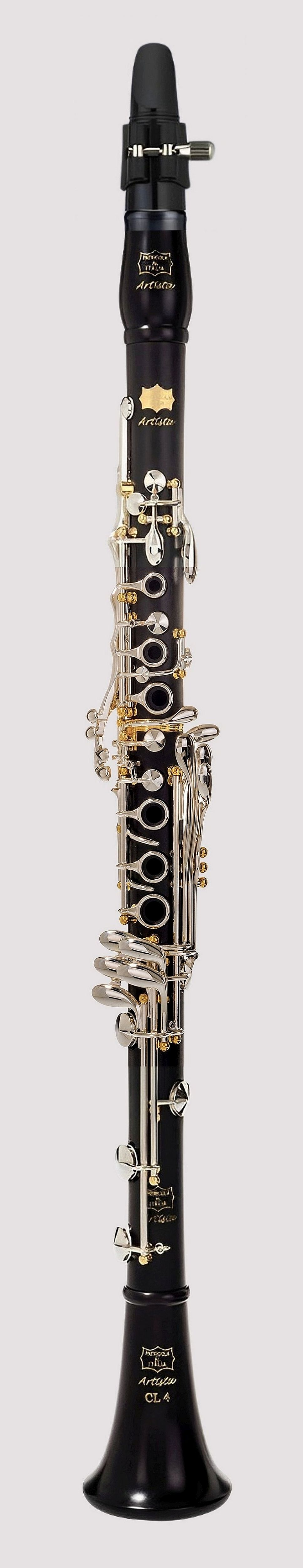
Voll-Böhm-Klarinette mit 21 Klappen und 7 Ringen, entw. 1870 von Buffet Crampon
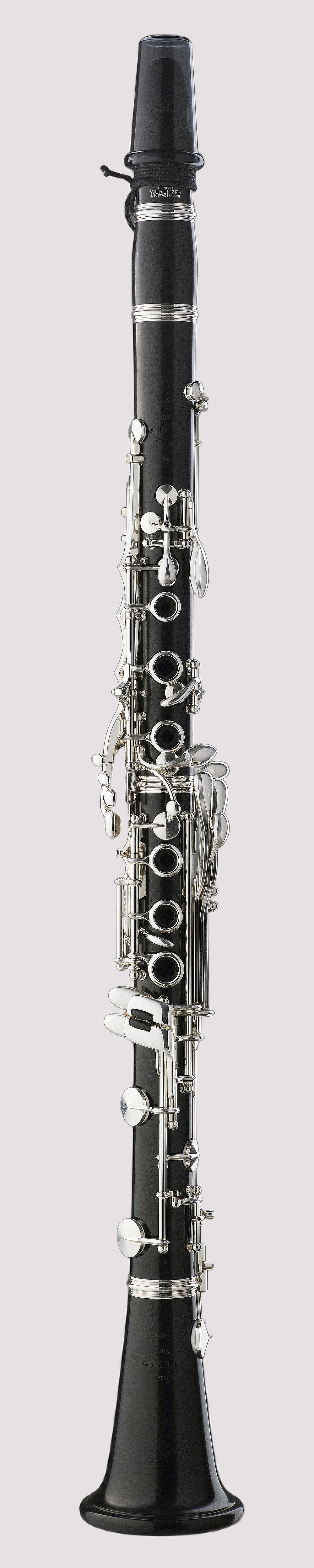
Reform-Böhm-Klarinette mit 19 Klappen und 7 Ringen, entw. 1949 von Fritz Wurlitzer

## Stimmungen
Die Familie der Klarinetten hat zahlreiche Vertreter in unterschiedlichen Größen, weil sich die zylindrische Bohrung und das flexible Klappensystem besonders gut für bauliche Experimente eignen. Schon Richard Strauss berichtet in seiner Überarbeitung von Berlioz’ Instrumentationslehre von einer Aufführung der Mozartschen g-moll-Symphonie mit einem reinen Klarinettenorchester, das sich aus Instrumenten der verschiedensten Stimmungen zusammensetzte. Fast alle Klarinetten sind transponierende Instrumente und müssen daher dementsprechend notiert werden.

## Heute verbreitete Formen und Stimmungen
Im modernen Gebrauch sind in erster Linie vier Größen üblich: die „normale“ Klarinette in B, in der klassischen Musik dazu auch eine einen Halbton tiefer gestimmte Klarinette in A, ab der romantischen klassischen Musik eine Bassklarinette in B und etwa ab Spätromantik auch eine hohe Klarinette in Es.
Die B-Klarinette ist am meisten verbreitet und findet etwa auch im Jazz und in der Volksmusik Verwendung. Sie klingt einen Ganzton tiefer als notiert. Im Sinfonie- und im Opernorchester gesellt sich zu ihr die A-Klarinette, die eine kleine Terz tiefer als notiert klingt. Die abwechselnde Verwendung dieser beiden Typen ist vor allem technisch begründet, klanglich sind sie fast identisch: Passagen in B-Tonarten lassen sich auf dem B-Instrument leichter ausführen, die A-Klarinette ist für Kreuz-Tonarten spieltechnisch besser geeignet. Einige Komponisten stellen allerdings gerade den klanglichen Unterschied in den Vordergrund und nicht die leichtere Griffweise – sie setzen die A-Klarinette für einen weicheren oder wärmeren Klang ein und nehmen keine Rücksicht auf die schwierigere Griffweise. Die unterschiedliche Klangcharakteristik kann so zusammengefasst werden: „[D]ie B-Klarinette [wirkt] infolge ihres reichhaltigeren Obertonspektrums glanzvoller und kräftiger, während bei der A-Klarinette der dunkle und kantable Charakter deutlicher ausgeprägt ist.“
Manche Böhm-Klarinetten werden mit einem tiefen es (Mi♭ grave) und erweiterter Mechanik gebaut (sog. Vollböhm-System, s. Abbildung). So können Klarinettisten mit nur einer Klarinette das gesamte gängige Repertoire auf einem Instrument spielen. Auch vermeidet man, dass auf ein kaltes Instrument gewechselt werden muss, was oft Intonationsprobleme mit sich bringt. Allerdings müssen sie teilweise in sehr schwierigen Tonarten musizieren, wozu nur das Böhm-Instrument problemlos in der Lage ist. Besonders Nachdrucke der Orchesterstimmen von Breitkopf & Härtel in den USA haben oft transponierte Klarinettenstimmen beigefügt. Oder die Musiker mussten prima vista transponieren, was überraschenderweise oft gut beherrscht wurde. Dieser Brauch war mehr in den romanischen Ländern verbreitet. Im Rumänien der 70er und 80er Jahre war es – wegen Geldmangels – oft die Regel in mittleren Orchestern. (Gleichzeitig spielten dort ältere Spieler noch das deutsche System, jedoch mit sehr französischer Tongebung.)
Ein weiterer Vorteil dieser Erweiterung nach unten ist, dass das es als kurzes b (b1) überblasen gespielt werden kann und somit fülliger als dieser – meist sehr kritische Ton – erklingt. Obwohl diese Erweiterung des Umfangs nach unten – außer bei der Bassklarinette – wenig verbreitet ist, haben einzelne Komponisten trotzdem damit gerechnet. Schon Gustav Mahler hat in seiner 7. Sinfonie (Ziffer 262) eine diesbezügliche Anmerkung angebracht. Ottorino Respighi verlangt in der ersten und der Bassklarinette dieses „tiefe es“ in seiner Tondichtung Pini di Roma (zwei Takte vor der Ziffer 10, Ricordi-Partitur Seite 30).
Für hohe Stimmen mit speziellen Klangeffekten wird seit Mitte des 19. Jahrhunderts oft die Es-Klarinette („Sopranino-Klarinette“) verwendet, deren schriller Ton in Blaskapellen und böhmisch-mährischer Volksmusik, aber auch im groß besetzten Symphonieorchester zum Einsatz kommt. Wegen ihres durchdringenden Klanges wird sie im Orchester normalerweise nur einzeln besetzt. Eine Ausnahme stellt die 1. Symphonie von Gustav Mahler dar, in der zwei Es-Klarinetten besetzt sind.
Hauptsächlich im Orchester und in der sinfonischen Blasmusik, vereinzelt auch im Jazz, ist die Bassklarinette in B zuhause, die eine Oktave tiefer als die B-Klarinette klingt. Ihr Tonumfang ist oft über e0 hinaus bis maximal zum c0 erweitert, sodass ihr tiefster Ton das klingende Kontra-B (B1) ist. Im Gegensatz zur Normalklarinette wird die Bassklarinette üblicherweise nicht in A gebaut.
Seltener werden heutzutage im Sinfonieorchester noch C-Klarinetten und D-Klarinetten eingesetzt. Die C-Klarinette war im 19. Jahrhundert weit verbreitet und wurde zum Beispiel von Antonio Salieri in seinen Opern häufiger verwendet. Sie wird heute jedoch als einziges nicht-transponierendes Familienmitglied üblicherweise durch die B-Klarinette ersetzt. Die D-Klarinette, die beispielsweise im barocken Klarinettenkonzert von Johann Melchior Molter oder in der Wiener Tanzmusik (Johann Strauss) zu finden war, wird weitgehend durch die Es-Klarinette ersetzt, was aber nur dann bis zum untersten Ton (geschriebenes e) geht, wenn sie (geschrieben) bis zum tiefen es reicht, was bei deutschen Klarinetten nie und bei französischen selten der Fall ist. Im übrigen standen bzw. stehen die Komponisten, die bewusst für diese Instrumente wegen ihrer jeweiligen Klangeigenschaften komponiert haben, der Übertragung auf andere Klarinetten ablehnend gegenüber.

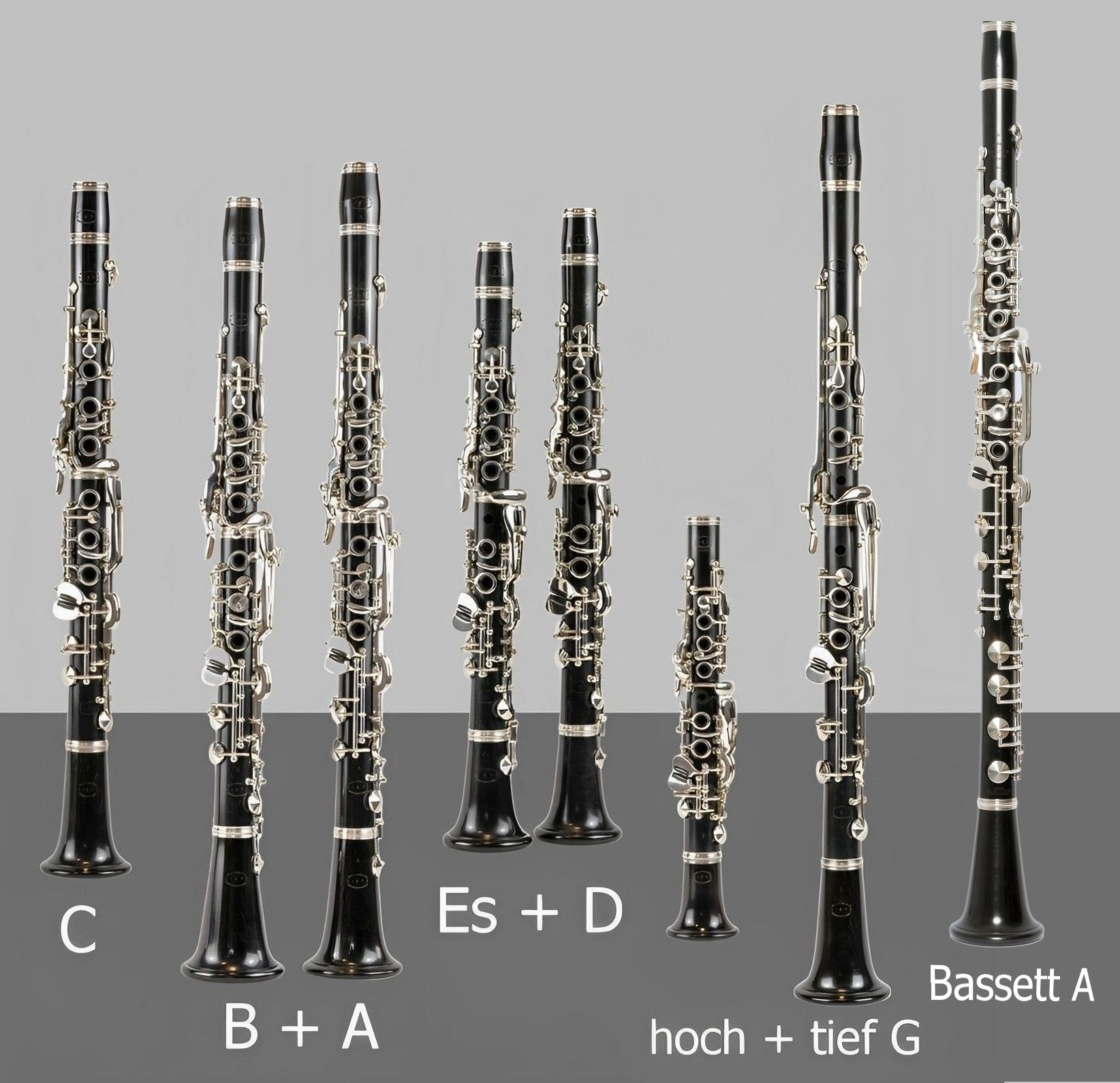
Klarinettenfamilie deutsches System, hohe und mittlere
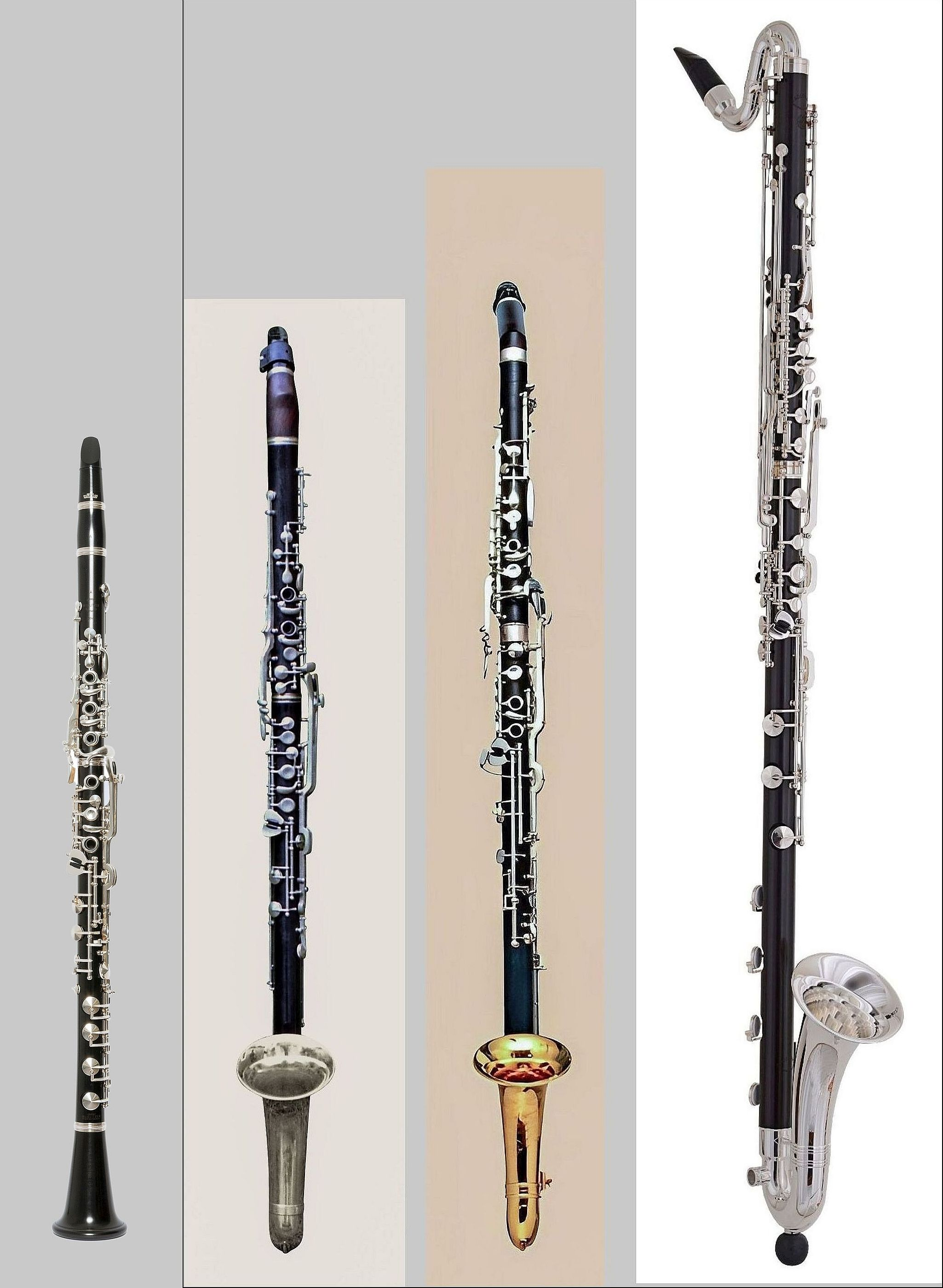
Bassettklarinette (zum Vergleich), Bassetthorn, Altklarinette und Bassklarinette (alle bis tief C), dt. System
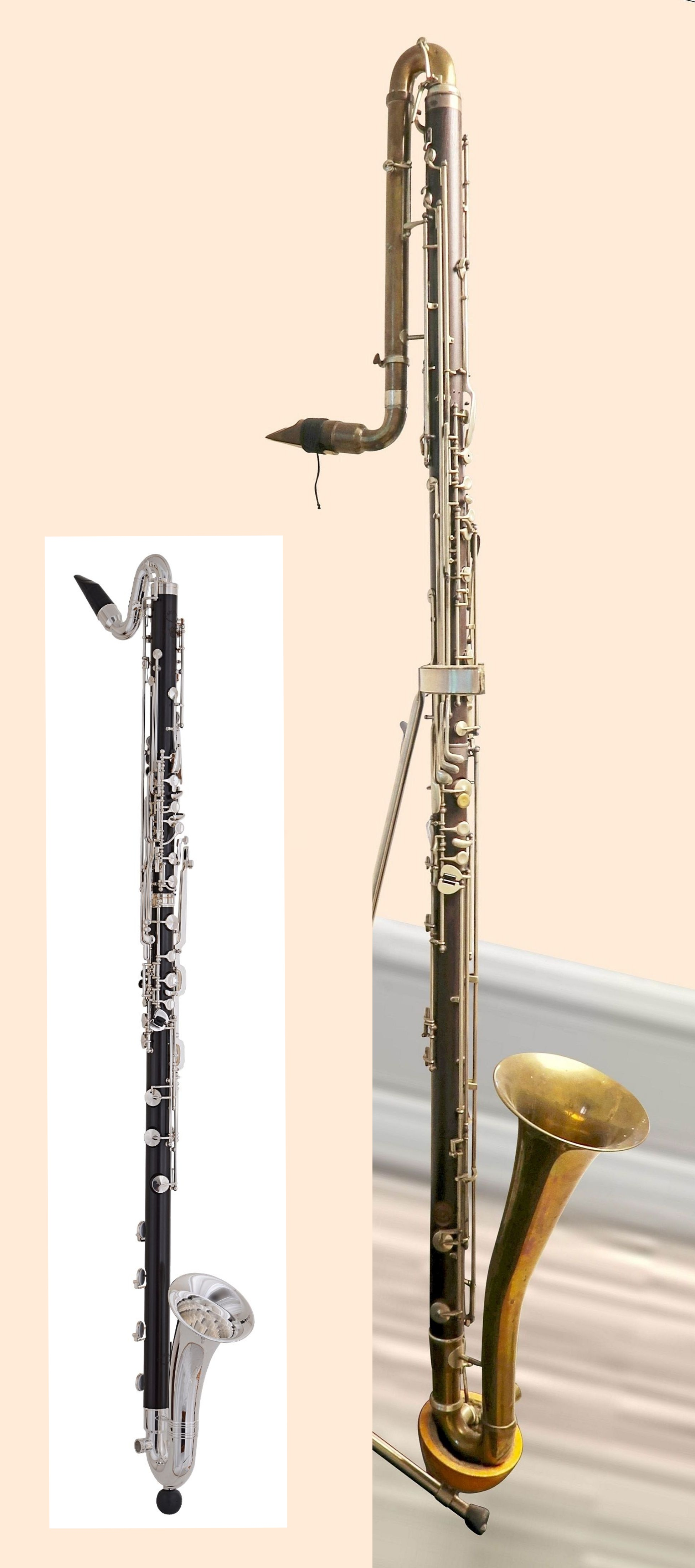
Bassklarinette (zum Vergleich), Kontrabassklarinette, dt. System
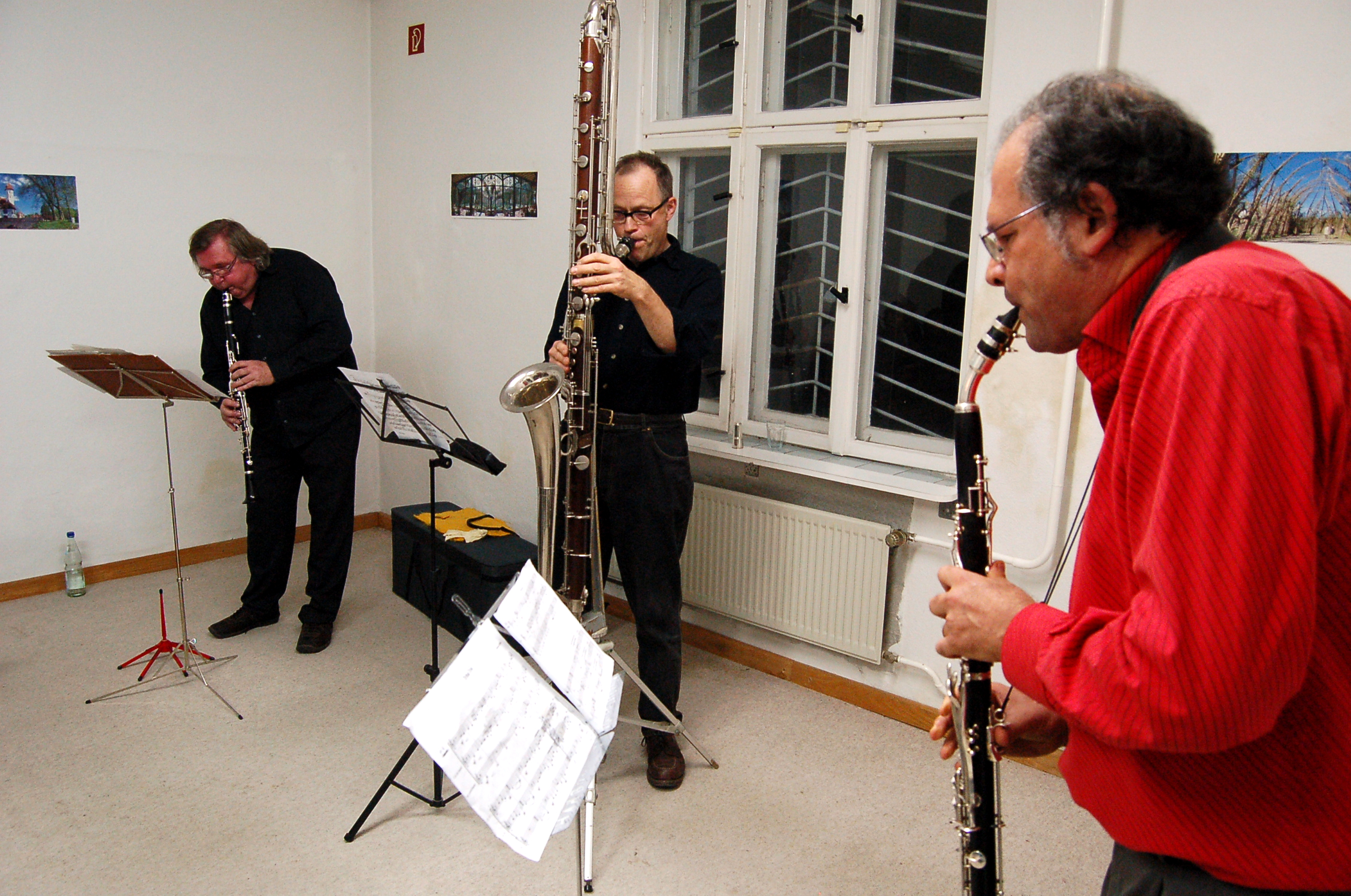
Verschiedene Instrumente der Klarinettenfamilie gespielt vom Tribal Clarinet Trio: links Tief-G-Klarinette (Theo Jörgensmann), mittig Kontrabassklarinette (Ernst Ulrich Deuker), rechts Bassetthorn (Etienne Rolin)

### Hohe Klarinetten
Seltenere hohe Instrumente sind die Hoch-G-Klarinette (es gibt auch eine Tief-G-Klarinette), das „picksüße Hölzl“, das ausschließlich in der Wiener Schrammelmusik gespielt wird, und die Hoch-As-Klarinette, die höchste Klarinettenstimme in der frühen Blasmusik. Sie werden heute nicht mehr serienmäßig hergestellt.

### Instrumente in Altlage
Das Bassetthorn in F setzte vor allem Wolfgang Amadeus Mozart in einigen seiner Opern (Die Zauberflöte), Kammermusikwerken und in seinem Requiem ein, anschließend auch Felix Mendelssohn Bartholdy und Richard Strauss (in Elektra und Die Frau ohne Schatten). Heute erlebt es eine Renaissance in der neueren Quartettliteratur für Klarinetten. Der Tonumfang des Bassetthorns ist mit den sogenannten Bassettklappen nach unten bis zum notierten c0 (klingend F) erweitert (wie auch die lange Bassklarinette und die Bassettklarinette bis notiert c0 erweitert sind). Dadurch beträgt der Tonumfang volle vier Oktaven. Vorwiegend im Blasorchester übernimmt die Altklarinette in Es die Rolle der Mittellage zwischen normaler und Bassklarinette. Diese wird gewöhnlich ohne Bassettklappen gebaut, manchmal aber bis notiert c0 (klingend Es) verlängert, um Bassetthornstimmen wiedergeben zu können.
Die Bassettklarinette (in A, B oder auch C) ist das dem Bassetthorn ähnliche Instrument, für das Mozart sein Klarinettenquintett KV 581 und sein Klarinettenkonzert KV 622 komponierte, Werke, deren tiefste Passagen kurz nach Mozarts Tod oktaviert wurden, um sie auch auf einer normalen A-Klarinette spielen zu können, und deren ursprüngliche Partituren heute nur in rekonstruierten Fassungen vorliegen. Die erst später so genannte Bassettklarinette wurde mehrfach erfunden, zuerst um 1770. Das Instrument von Mozarts Freund und Logenbruder Anton Stadler (1753–1812), der auch die beiden Werke uraufführte, wurde 1788 von dem Wiener Hofinstrumentenmacher Theodor Lotz entwickelt und gefertigt und von Stadler weiter verbessert. Es verfügte, wie von Mozart vorgeschrieben, notiert neben den Tönen der normalen Klarinette noch über die tieferen Töne es0, d0, cis0 und c0 (klingend A bzw. B bei der Bassettklarinette in A oder B). Einige Instrumentenbauer haben in letzter Zeit moderne Sonderanfertigungen dieser Bauform hergestellt, so dass neuere Einspielungen ein authentischeres Bild dieser Werke vermitteln können.
Im 19. Jahrhundert wurden auch Tief-G-Klarinetten verwendet, vorzugsweise in Gestalt der Klarinette d'amore. Die Stimmung ist eine reine Quarte tiefer als notiert, kann also der Altlage zugeordnet werden.
In der griechischen und türkischen Volksmusik kommen auch heute noch Tief-G-Klarinetten zum Einsatz. Diese Instrumente haben eine gerade Bauform; es gibt sie sowohl in Holz als auch in Metall. Die Mechanik ist meist nach Albert konstruiert, man findet aber auch die moderne deutsche und neuerdings auch französische Mechanik.

### Weitere tiefe Klarinetten
Die Kontrabassklarinette in B klingt um zwei Oktaven tiefer als die B-Klarinette und kommt bei großbesetzten Werken des 20. und 21. Jahrhunderts zum Einsatz, beispielsweise in Arnold Schönbergs Fünf Orchesterstücken Opus 16, György Ligetis Lontano und Iannis Xenakis’ Jonchaies sowie in der Filmmusik. Häufig doppelt dabei die Kontrabassklarinette die Stimme des Kontrabasses. Gelegentlich findet sich die Kontrabassklarinette auch in Blasorchestern.
Im Blasorchester wird gelegentlich zur weiteren Verstärkung des tiefen Klarinettenregisters neben der Kontrabassklarinette die Kontraaltklarinette in Es verwendet, die um eine Oktave tiefer als die Altklarinette in Es klingt. Diese sehr tief spielenden Klarinetten werden auch in einigen Musicals (zum Beispiel A Chorus Line, The Producers) eingesetzt.
Von der noch tieferen Subkontraaltklarinette in Es (zwei Oktaven tiefer klingend als die Altklarinette in Es) existieren weltweit nur wenige Exemplare. Von einer Subkontrabassklarinette in B (drei Oktaven tiefer klingend als die Klarinette in B) gab es bis Anfang April 2025 nur einen von Leblanc 1939 gefertigten Prototypen, der in einem Museum landete. Dann stellte der Klarinettenbauer Martin Foag nach fünfjähriger Arbeit eine neu entwickelte Octokontrabassklarinette vor, im Böhm-System und notiert bis zum tiefen C reichend, klingend bis zum Subsubkontra B (B-1), womit sie das tiefste Instrument überhaupt ist.

### Kuriosa
- In den 1930er Jahren entwickelte Friedrich Stein die Steinklarinette, die ein neuartiges Klappensystem auf zwei Metallrohren hatte und von der Firma Gebrüder Mönnig in Markneukirchen gebaut wurde.
- Vierteltondoppelklarinette: Durch die Beschäftigung der Komponisten mit Mikrointervallen und der Viertelton-Musik, die in Mitteleuropa ab Anfang des 20. Jahrhunderts stattfand, entstand gerade bei Blasinstrumenten der Wunsch nach baulicher Unterstützung dieser Töne. Der Instrumentenbauer Fritz Schüller (1883–1977) konstruierte eine Vierteltondoppelklarinette, die aus zwei nebeneinander liegenden, im Abstand eines Vierteltons gestimmten Klarinetten bestand, die jedoch mit nur einem Mundstück und einem Klappensystem ausgestattet war. Mit einem zusätzlichen Hebel konnte zwischen den beiden Röhren hin- und hergeschaltet werden, so dass es ohne erheblich größeren Griffaufwand möglich war, eine Vierteltonleiter zu spielen.
- Die Sudden Smile Clarinet ist eine Kombination aus Klarinettenmundstück und Blockflötenkorpus und wäre zutreffender als Chalumeau zu bezeichnen. Sie ist ca. 35 cm lang und steht in C. Dem Spieler steht eine vollständige chromatische Skala von 2 1⁄2 Oktaven zur Verfügung.
- Inzwischen gibt es auch die Tupian Chalumeaus, welche die Möglichkeit bieten, durch eine spezielle Grifftechnik ähnlich wie bei Flöten bis zu 2 1⁄2 Oktaven ganz ohne Klappen zu spielen. Diese Instrumente werden in allen gängigen Tonarten von f1 bis d0 angeboten.
- Der kanadische Klarinettenbauer Steven Fox konstruiert Klarinetten, die in der Bohlen-Pierce-Skala gestimmt sind. Wegen der hohen Kompatibilität dieser Skala mit Klarinetten können diese auch in Bezug auf die Klappenmechanik deutlich einfacher ausgeführt sein (Böhm-System (Klarinette)#Um 2007: Das Bohlen-Pierce-System).
- Piccolo-B-Klarinette, hergestellt mit Hilfe eines 3D-Druckers (eine Oktave höher als die normale B -Klarinette, Unikat)

### Übersicht über die Instrumente der Klarinettenfamilie
In der nachstehenden Tabelle sind die meisten Mitglieder der Klarinettenfamilie aufgeführt. Darüber hinaus gibt es noch folgende: Hoch und tief G-Klarinetten, Es-Altklarinetten bis tief D bzw. tief C reichend (statt bis E), B-Kontrabassklarinette kurz bis tief Es und die Es-Subkontraaltklarinette, womit man dann auf 24 Instrumente kommt. Bei den Tonumfängen wurde als höchster Ton für die B-Klarinette (geschrieben) C7 angesetzt, für die höheren weniger hohe Töne bis herab zu G6 und für die tiefen Klarinetten bis zu A7. Wie hoch ein Klarinettist tatsächlich spielen kann, ist von seinem Können abhängig. Es gibt geübte Klarinettisten, die durchweg höher spielen können als hier angegeben.
| Name                      | Stimmung | Bemerkungen | Tonumfang notiert                                               | Tonumfang klingend | Klangbeispiele gespielt von Richard Haynes |
| ------------------------- | -------- | --- | --------------------------------------------------------------- | --- | ------------------------------------------ |
| Piccolo-Klarinette        | As       | Die As-Klarinette ist das höchste Instrument der Klarinettenfamilie, das noch hergestellt wird. Sie ist nur etwas mehr als halb so lang wie die übliche B-Klarinette und liegt eine kleine Septime höher. Als transponierendes Instrument klingt sie eine kleine Sexte höher als notiert, sodass der tiefste notierte Ton E3 wie das Konzert-C4 (mittleres C) klingt. Sie tauchte erstmals im frühen 19. Jahrhundert auf und wurde hauptsächlich von europäischen Blasorchestern übernommen. Sie überlebte in Militärkapellen, insbesondere in Spanien und Italien, mindestens bis zur Mitte des 20. Jahrhunderts. Sie hat in der zeitgenössischen Kunstmusik (u. a. von Béla Bartók und John Tavener) und in Klarinettenchören eine Nische gefunden.                                                                                                   | E3 bis G6 (kleines D bis dreigetrichenes G)                     | eine kleine Sexte höher: C4 bis Es7 (eingestrichenes C bis viergestrichenes Es)                                           |                                            |
| Sopranino-Klarinette      | Es       | Die Es-Klarinette gehört zur Familie der hohen Klarinetten und hat eine Länge von etwa 49 cm. Ihr Klang ist eine Quarte höher als der der B-Klarinette. Die Es-Klarinette hat einen charakteristischen harten und scharfen Klang und wird im Orchester eingesetzt, wenn ein hellerer oder manchmal auch schriller Klang gefragt ist. Sie wird in einigen romantischen und nachromantischen Werken verwendet, z. B. in der Symphonie fantastique von Berlioz und in den Symphonien von Mahler. Sie gilt als schwer zu spielen, besonders die Intonation ist problematisch. | E3 bis A6 (kleines C bis dreigestrichenes A)                    | eine kleine Terz höher: G3 bis C7 (kleines G bis viergestrichenes C)                                                      |                                            |
| Sopranino-Klarinette      | D        | Dieser Klarinettentyp wurde größtenteils durch die die Es-Klarinette ersetzt. Er wurde verwendet in den Concerti von Johann Melchior Molter, einigen Opern von Wagner und in Till Eulenspiegel von Richard Strauss. Strawinsky verwendete sowohl die D- als auch die Es-Klarinette in seiner Instrumentierung für Le Sacre du Printemps. | E3 bis A6 (kleines E bis dreigestrichenes A)                    | eine große Sekunde Ton höher: Fis3 bis B6 (kleines Fis bis dreigestrichenes H)                                            |                                            |
| Sopran-Klarinette         | C        | Die ersten Anfang des 18. Jahrhunderts aus der Schalmei entwickelten Klarinetten waren C-Klarinetten, die bei Musikern dieses Jahrhunderts, insbesondere Christoph Willibald Gluck, beliebt waren. Ihre Verwendung nahm dann mit dem Ausbau der Klarinettenfamilie allmählich ab. Sie wird heute noch gelegentlich als Kinderklarinette verwendet. | E3 bis Bb6 (kleines D bis dreigestrichenes B)                   | E3 bis Bb6 (kleines E bis dreigestrichenes B)                                                                             |                                            |
| Sopran-Klarinette         | B        | Die B-Klarinette ist der am weitesten verbreitete Typ. Normalerweise bezieht sich der Begriff „Klarinette“ allein auf dieses Instrument. Weitere Ausführungen siehe oben im Abschnitt "Heute verbreitete Formen und Stimmungen". | E3 (Vollböhm Es3) bis C7 (kleines E (Es) bis viergetrichenes C) | eine große Sekunde tiefer: D3 (Vollböhm Des3) bis Bb6 (kleines D (Des) bis dreigestrichenes B)                            |                                            |
| Sopran-Klarinette         | A        | Die A-Klarinette mit ihrem dunkleren Klang wird häufig in Orchester- und Kammermusik verwendet, insbesondere in Kompositionen des 19. Jahrhunderts. Weitere Ausführungen siehe oben im Abschnitt "Heute verbreitete Formen und Stimmungen". | E3 bis C7 (kleines E bis viergestrichenes C)                    | eine kleine Terz tiefer: Cis3 bis A6 (kleines Cis bis dreigestrichenes A)                                                 |                                            |
| Bassettklarinette         | B        | Die Bassettklarinette ist eine Klarinette, die bis zum notierten tiefen C reicht (anstatt E). Einige Modelle gehen auch bis zum tiefen H. Es gibt sie in den Stimmungen C, B, A und G, am häufigsten verwendet in A. Das berühmteste Stück für die Bassettklarinette in B ist die Arie "Parto, ma tu ben mio" aus der Oper "La Clemenza di Tito" von Mozart. Nach Mozarts Tod geriet das Instrument weitgehend in Vergessenheit, bis es ab den 1950er Jahren eine allmähliche Renaissance erfuhr und wieder einige Kompositionen für Bassettklarinette entstanden. Die Bassetttöne C, Cis, D und Dis werden zumeist im Bassschlüssel notiert: | C3 bis C7 (kleines C bis viergetrichenes C)                     | eine große Sekunde tiefer: Bb2 bis Bb6 (großes B bis dreigestrichenes B)                                                  |                                            |
| Bassettklarinette         | A, G     | Mozart schrieb sein Klarinettenquintett und sein Klarinettenkonzert für Bassettklarinette in A. Seit den 1980er Jahren spielen die meisten Solisten auf diesem Instrument das Klarinettenkonzert von Mozart in einer rekonstruierten Fassung. In der Stimmung G existiert der Nachbau einer Klarinette d'amore (mit Liebesfuß). Die Tonumfänge betreffen eine Bassettklarinette in A, für die in G siehe das Bassetthorn in G. | C3 bis C7 (kleines C bis viergetrichenes C)                     | eine kleine Terz tiefer: A2 bis A6 (großes A bis dreigetrichenes A)                                                       |                                            |
| Bassetthorn               | G        | Das Bassetthorn ähnelt der Altklarinette, ist aber heute meistens in F gestimmt und hat in der Regel eine engere Bohrung. Mozarts Klarinettenkonzert A-Dur war ursprünglich als Konzert für Bassetthorn und Orchester in G-Dur skizziert worden. Die ersten 199 Takte hatte Mozart bereits fertiggestellt, bevor der zur Bassettklarinette in A wechselte. Richard Haynes hat 2024 das Konzert für Bassetthorn in G umgeschrieben und führt es in dieser Fassung auf. | C3 bis D7 (kleines C bis viergestrichenes D)                    | eine reine Quarte tiefer: G2 bis A6 (großes G bis dreigestrichenes A)                                                     |                                            |
| Bassetthorn               | F        | Das Bassetthorn in F gehörte zu Mozarts Lieblingsinstrumenten, z. B. verwendet in der Zauberflöte und seinem Requiem. In seiner Oper La clemenza di Tito ist die Arie der Vitellia (Nr. 23) Non più di fiori mit konzertierendem Solo-Bassetthorn komponiert. Weiterhin schrieb Mozart zahlreiche Terzette und Duette für dieses Instrument. | C3 bis D7 (kleines C bis viergetrichenes D)                     | eine reine Quinte tiefer: F2 bis G6 (großes F bis dreigestrichenes G)                                                     |                                            |
| Altklarinette             | Es       | Die Altklarinette in Es, die manchmal auch als Tenorklarinette bezeichnet wird, wird in Militär- und Konzertkapellen und gelegentlich, wenn auch selten, in Orchestern verwendet. Eine Altklarinette in F wurde im frühen 19. Jahrhundert in Militärkapellen gespielt und war ein Lieblingsinstrument von Iwan Müller. Sie ist heute nicht mehr in Gebrauch und wird bei Bedarf durch das Bassetthorn ersetzt. Die Altklarinette reicht überweise bis tief Es, kann aber auch bis D oder selten bis C heruntergeführt werden. Wenn D der tiefste Ton ist, stimmt er klingend mit dem tiefsten Ton eines Bassetthorns in F überein und kann dieses von daher ersetzen; allerdings ist der Klang ein anderer. | Es3 bis D7 (kleines Es bis viergestrichenes D)                  | eine große Sexte tiefer: Fis2 bis F6 (großes Fis bis dreigestrichenes F)                                                  |                                            |
| Bassklarinette kurz       | B        | Die Bassklarinette wurde im späten 18. Jahrhundert entwickelt und tauchte nach ihrer Umgestaltung durch Adolphe Sax in den 1830er Jahren erstmals in der Orchestermusik auf. Seither ist es zu einer tragenden Säule des modernen Orchesters geworden. Sie wird auch in Bigbands verwendet und spielt (zusammen mit der B-Klarinette) eine bedeutende Rolle im Jazz, insbesondere durch den Jazzmusiker Eric Dolphy. Es hat auch Prototypen einer Bassklarinette in A gegeben, die sich jedoch nicht durchsetzen konnten. Die Bassklarinette gibt es in einer kurzen und einer langen Ausführung, einmal (geschrieben) bis tief E (gelegentlich Es), das andere Mal bis tief C reichend. | (Es3) E bis E7 (kleines (Es) E bis viergestrichenes E)          | eine Oktave plus eine große Sekunde (= eine große None) tiefer: (Des2) D 2 bis D6 (großes (Des) D bis dreigestrichenes D) |                                            |
| Bassklarinette lang       | B        | Die lange Ausführung ist die vorzugsweise gebräuchliche Bassklarinette. | C3 bis E7 (kleines C bis viergestrichenes E)                    | eine Oktave plus eine große Sekunde tiefer: Bb1 bis D6 (Kontra-B bis dreigestrichenes D)                                  |                                            |
| Kontraaltklarinette       | Es       | Die Kontraaltklarinette, notiert bis tief Es, wird häufig im Klarinettenchor und Ensembles von Klarinetten und Saxophonen eingesetzt, desgleichen in Filmmusiken. Sie kann auch in einem Blasorchester vorhanden sein. Das Repertoire für Kontraaltklarinette im Sinfonieorchester ist sehr begrenzt. In Ensembles wird sie in der Regel mit den anderen Holzblasinstrumenten, wie (Fagott, Bassklarinette und Kontrabassklarinette) im Unisono eingesetzt oder sie spielt dazu die untere Oktave. Siehe auch den verlinkten Hauptartikel. | Es3 bis F7 (kleines Es bis viergestrichenes F)                  | eine Oktave plus eine große Sexte tiefer: Fis1 bis A5 (Kontra-Fis bis zweigestrichenes A)                                 |                                            |
| Kontrabassklarinette lang | B        | Die Kontrabassklarinette ist, abgesehen von der nur als Prototyp vorhandenen Subkontrabassklarinette, das größte Instrument der Klarinettenfamilie. Sie klingt zwei Oktaven tiefer als die normale Klarinette (Sopranklarinette) in B und eine Oktave tiefer als die Bassklarinette in B. Einige Kontrabassklarinettenmodelle haben einen Tonumfang, der nach unten bis zum (geschriebenen) tiefen Es (klingend Kontra-Cis bzw. Cis 1) reicht, während andere bis zum tiefen D (Kontra-C bzw. C 1) oder weiter zum tiefen C (klingend Subkontra-B bzw. B 0) spielen können. Arnold Schönberg fordert in seinen Fünf Orchesterstücken eine Kontrabassklarinette in A, aber ein solches Instrument hat nie existiert. Für den dargestellten Tonumfang wird von der Ausführung bis tief C ausgegangen.                                                     | C3 bis G7 (kleines C bis viergestrichenes G)                    | 2 Oktaven plus eine große Sekunde tiefer: Bb0 bis F5 (Subkontra-B bis zweigestrichenes F)                                 |                                            |
| Subkontrabassklarinette   | B        | Die Subkontrabassklarinette (in B) liegt eine Oktave tiefer als eine Kontrabassklarinette. Weltweit existierte bis Anfang Aril 2025 nur ein 1939 von Leblanc gebautes Instrument, notiert bis tief D und klingend bis zum Subkontra C reichend, das ist zugleich der tisfte Ton einer 32-Fuß-Orgel, mit einer Frequenz von rd. 16 Hz. Diese Instrument befindet sich in einem Museum und ist wegen seiner weiten Bohrung kaum spielbar. Dann stellte die Firma Foag Klarinettenbau nach fünfjähriger Arbeit eine neu entwickelte Octokontrabassklarinette vor, wie die Leblanc im Böhm-System, aber notiert bis tief C, klingend bis Subsubkontra B reichend (mit etwa 14 Hz für das menschliche Ohr nicht mehr wahrnehmbar). Von sehr langen Alphörnern abgesehen ist sie das größte und teuerste Blasinstrument und das tiefste Instrument überhaupt. | C3 bis A7 (kleines C bis viergestrichenes A)                    | 3 Oktaven plus eine große Sekunde tiefer: B-1 bis G4 (Subsubkontra-B bis eingestrichenes G)                               |                                            |

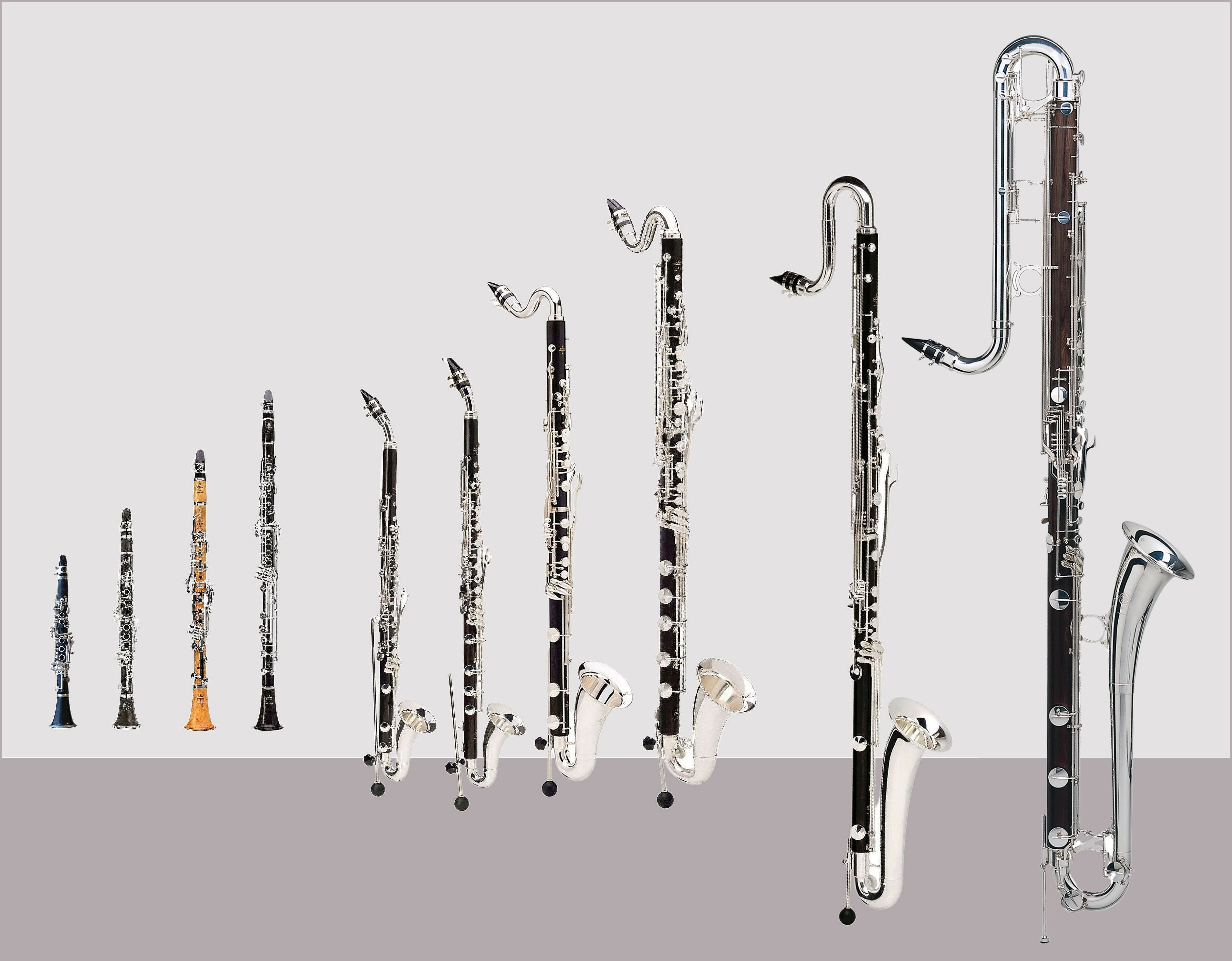
Klarinetten in As, Es und B, Bassettklarinette in A, Altklarinette bis tief Es, Bassetthorn, Bassklarinette bis tief Es, Bassklarinette bis tief C, Kontraaltklarinette und Kontrabassklarinette
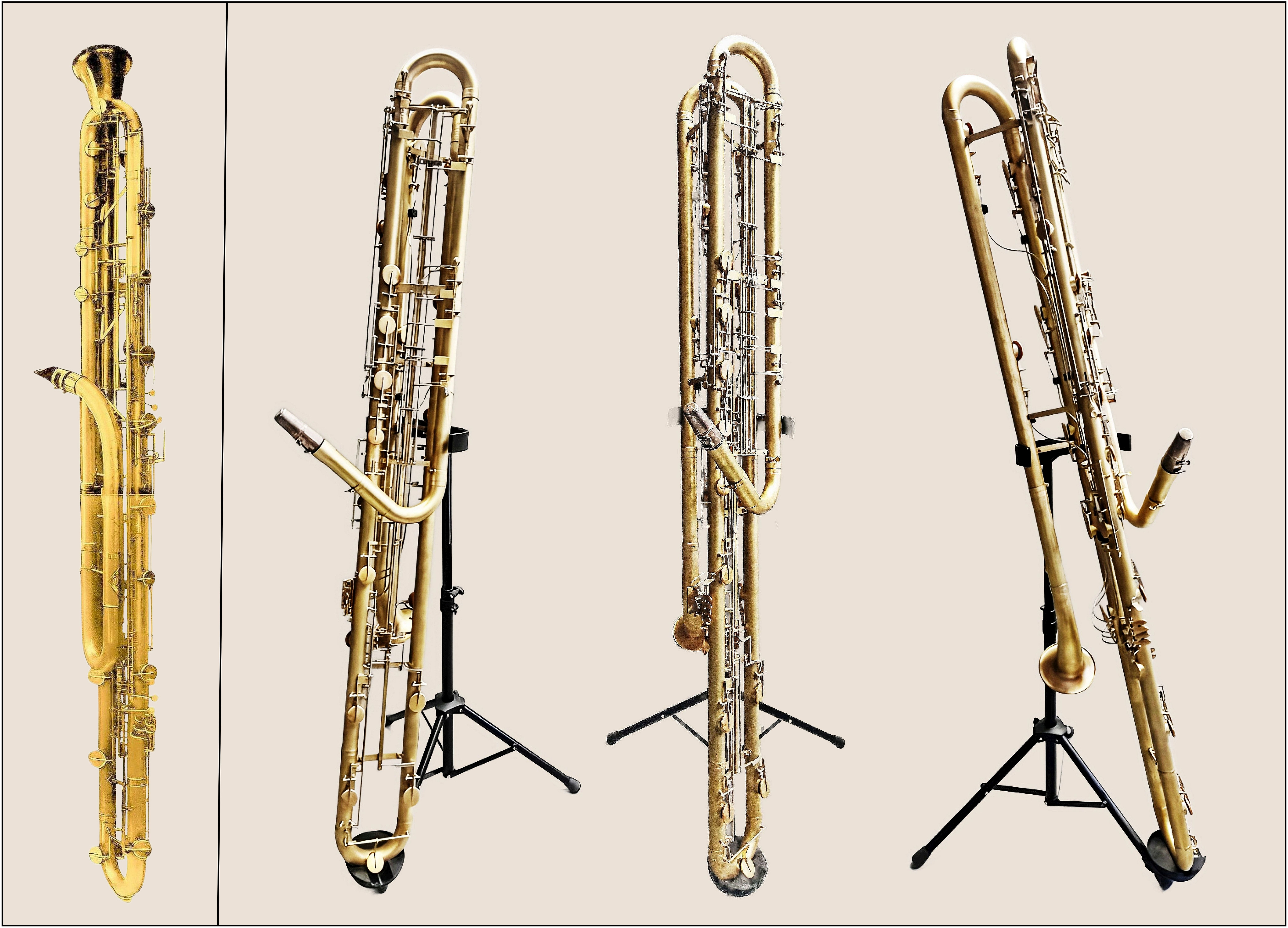
Subkontrabassklarinetten von Leblanc 1939 and Foag 2025

## Verwendung der Klarinette in der Musik

### Solistisch, in der Kammermusik und im Orchester

#### Musik im Barockstil 17. Jh. und erste Hälfte des 18. Jh.
Die Klarinette kommt in der Barockmusik nur sehr selten vor, was vor allem daran liegt, dass sie erst 1690 eingeführt wurde. Zu Anfang des 18. Jh. ist das Instrument noch in der Reifephase, aber bereits 1716 schrieb Vivaldi die ersten beiden Concerti grossi RV 559 und RV 560, in denen jeweils 2 Klarinetten und 2 Oboen vorgesehen waren. Im selben Jahr komponierte er das Oratorium Juditha triumphans mit zwei C-Klarinetten. In der 1741 entstandenen Ouvertüre HWV 424 von Georg Friedrich Händel kommen ebenfalls zwei Klarinetten vor. In Frankreich verwendete Rameau 1748 Klarinetten in seiner tragédie en musique Zoroastre.
Heute finden sich zahlreiche Bearbeitungen barocker Musik für die Klarinette, z. B. von Johann Sebastian Bach, Vivaldi und Telemann.

#### Musik im klassischen Stil (18. Jh.)
In den späten 1740er Jahren, zu Beginn der Musik der klassischen|klassischen Periode, wurden Klarinetten im Orchester von La Pouplinière in Paris eingeführt. Der berühmte Soloklarinettist dieses Orchesters ist Gaspard Procksch; für ihn schreibt Johann Stamitz sein Konzert in B-Dur.
Dieses Konzert ist das erste, das für die große Klarinette in B geschrieben wurde und deckt den gesamten damals verwendeten Tonumfang ab: mehr als drei Oktaven. Zur gleichen Zeit schrieb Johann Melchior Molter sechs Klarinettenkonzerte für Klarinette in D.
Klarinetten tauchen im Sinfonieorchester bei Johann Stamitz und anderen ab 1754 auf.
, wurden aber bis in die 1780er Jahre nur selten verwendet. Viele Komponisten schrieben jedoch Solokonzerte für dieses Instrument, z. B. Karl Stamitz, František Xaver Pokorný, Johann Baptist Vanhal, Leopold Kozeluch, Franz Anton Hoffmeister und Ignaz Pleyel. Virtuose Klarinettisten wie Heinrich Backofen, Franz Tausch, Johann Joseph Beer, John Mahon, Michel Yost und Jean-Xavier Lefèvre haben ebenfalls Konzerte geschrieben. Es gibt auch einige Konzerte für zwei Klarinetten, z. B. von Karl Stamitz und Franz Krommer. Die erste Klarinettensonate wurde 1770 von dem neapolitanischen Komponisten Gregorio Sciroli geschrieben.
Wolfgang Amadeus Mozart spielt eine entscheidende Rolle in der Geschichte der Klarinette. Er verwendete sie zum ersten Mal 1771 in seinem Divertimento KV 113, in der Symphonie „Parisienne“ (1778).
Im selben Jahr hörte er in Mannheim Sinfonien von Carl Stamitz mit Klarinettenbesetzung und schrieb an seinen Vater:
„Ach, wenn wir nur clarinetti hätten! – sie glauben nicht was eine sinfonie mit flauten, oboen und clarinetten einen herrlichen Effect macht!“
Dieses Zitat bezieht sich allerdings auf die Salzburger Hofkapelle, welche Klarinetten erst 1804 in Gebrauch nahm. Klarinetten wurden spätestens ab 1769 in der Fürsterzbischöflichen Militärmusik verwendet. Mozart bemühte sich jedenfalls von diesem Zeitpunkt an, dieses Instrument auch in Österreich im Orchester zu integrieren. Dass die Klarinette noch keineswegs verbreitet war, lässt sich auch daran ablesen, dass Mozart seiner Sinfonie g-Moll KV 550 von 1788 erst nachträglich in der Zweiten Fassung, nachweislich bei den Konzerten am 16. und 17. April 1791, zwei Klarinetten hinzufügte, sie also in zwei Versionen auf den Markt brachte, sicher auch um ihre Verbreitung zu unterstützen. Und es ist mit sein Verdienst, dass in den Symphonien von Beethoven die Klarinette bereits fest zur Bläsergruppe gehört und gleichwertig mit der Oboe und Flöte eingesetzt wird.
In allen Mozart-Opern ab Idomeneo kommt die Klarinette zum Einsatz, ebenso in den Sinfonien 31, 35, 39 und 40, den Klavierkonzerten 22, 23 und 24. Berühmt sind in Mozarts Oper La clemenza di Tito die dominierende Rolle der Bassettklarinette in der Arie des Sesto „Parto, ma tu ben mio“ (Nr. 9) und die des Bassetthorns in der Arie Arie der Vitellia (Nr. 23) „Non più di fiori“. Mozart war auch einer der ersten Komponisten, der die Klarinette in der Kammermusik einsetzte. Er schrieb drei Serenaden für Bläser, das Quintett für Bläser und Klavier, das Klarinettenquintett und das Kegelstatt Trio mit Viola und Klavier. Die beiden letztgenannten Werke wurden für den berühmten Virtuosen Anton Stadler geschrieben, der mit dem Komponisten befreundet war und wie dieser Freimaurer war. Für Stadler schrieb Mozart auch sein Klarinettenkonzert in A-Dur, KV 622. Einige von Mozarts Werken, in denen Klarinette und Bassetthorn verwendet werden, blieben unvollendet.
Bemerkenswert ist auch der oberschwäbische Komponist Nikolaus Betscher aus der Abtei Mönchroth, heute Rot an der Rot, der Beziehungen zu dem Salzburger Michael Haydn hatte. In seiner Missa in C von 1794, also erst 3 Jahre nach der Aufführung der Klarinetten-Version von Mozarts g-Moll-Sinfonie, setzt er die Klarinette ein „sowohl als Tutti-Instrument in der Bläserbesetzung des Ensembles als auch als virtuoses Soloinstrument im ‚Gloria‘“.
In der reinen Bläserkammermusik gibt es seit etwa 17980 kaum eine Formation ohne Klarinette. In Harmoniemusiken, Bläseroktetten und -sextetten sind meistens zwei, im Holzbläserquintett ist eine Klarinettenstimme besetzt. Eine weitere wichtige Besetzung ist das Klarinettenquartett aus zwei Klarinetten, Bassetthorn und Bassklarinette. Auch in den Quintetten für Klavier und Bläser von Mozart und Beethoven spielt die Klarinette eine wichtige Rolle.

#### Musik im romantischen Stil 19. Jh.
Während die klassische Periode die Klarinette vornehmlich als Soloinstrument eingesetzt hatte, verwendete die Romantik des 19. Jh. die Klarinette hauptsächlich als Instrument des Orchesters, in dem sie zum festen Mitglied wurde. Franz Schubert, Hector Berlioz, Michail Glinka, Richard Wagner, Giuseppe Verdi, Johannes Brahms, Pjotr Iljitsch Tschaikowski, Nikolai Rimski-Korsakow und viele andere Komponisten vertrauen ihr im Rahmen ihrer Orchesterwerke Solostimmen an, die einen ruhigen und fröhlichen Charakter haben, aber auch dramatisch oder tragisch daher kommen können.
Neben ihrer Rolle als Orchesterinstrument wird die Klarinette auch weiterhin als Soloinstrument in Konzerten und in der Kammermusik eingesetzt.
Die Werke von Carl Maria von Weber sind ein wichtiger Bestandteil des Klarinettenrepertoires. Weber verwendete das Instrument als Solist zum ersten Mal im März 1811, als er nach München kam und Heinrich Joseph Baermann kennenlernte, der Soloklarinette im Hoforchester des bayerischen Königs war. Das Concertino Es-Dur war sehr erfolgreich und Weber schrieb für Bärmann zwei weitere große Konzerte, Das Klarinettenkonzert Nr. 1 f-Moll, op.73, und das Klarinettenkonzert Nr. 2 Es-Dur, op.74. Später schrieb Weber die Variationen für Klarinette und Klavier und das Quintett für Klarinette und Streicher, beide ebenfalls für Baermann. Sein letztes Werk für die Klarinette, das Grand duo concertant für Klarinette und Klavier, ist einem anderen Virtuosen seiner Zeit gewidmet: Johann Simon Hermstedt. Für Hermstedt schrieb auch Louis Spohr seine vier Klarinettenkonzerte. Da Spohr keine Rücksicht auf die damaligen technischen Möglichkeiten der Klarinette nahm, war Hermstedt immer wieder gezwungen Verbesserungen an seinen Klarinetten vorzunehmen.
Wie im vorangegangenen Jahrhundert komponieren einige Klarinettisten die Werke für ihr Instrument selbst. Dies gilt für Bernhard Henrik Crusell, der drei Konzerte und die Variationen über eine schwedische Melodie schrieb, oder für italienische Klarinettisten wie Benedetto Carulli, Ernesto Cavallini und Luigi Bassi, denen zahlreiche Fantasien über Themen aus italienischen Opern zu verdanken sind.
Zu dieser Zeit verwendeten viele Stücke die Klarinette in der Kammermusik. Die Besetzungen und Werke sind vielfältig. Man findet das Instrument in den Werken von Ludwig van Beethoven (Duos für Klarinette und Fagott, Trio mit Klavier und Cello, Quintett für Bläser und Klavier, Septett für Streicher und Bläser), Franz Schubert (Oktett (Schubert)), Felix Mendelssohn (Sonate mit Klavier, zwei Konzertstücke mit Bassetthorn und Klavier), Robert Schumann (Phantasiestücke für Klarinette und Klavier, Märchenerzählungen mit Klavier und Viola) und andere Komponisten.
Johannes Brahms, inspiriert von Richard Mühlfeld, schrieb in den letzten Jahren seines Lebens vier kammermusikalische Werke für die Klarinette: zwei Klaviersonaten, das Trio mit Cello und Klavier und das Streichquintett. Unter dem Einfluss von Brahms entstanden das Trio von Alexander von Zemlinsky und die Sonate von Gustav Jenner.
Im romantischen Opernorchester wird die Klarinette gerne mit ausdrucksvollen Gesangslinien bedacht. Außerdem vergrößert sich die Klarinettengruppe im Orchester, oft kommen drei oder mehr Spieler zum Einsatz, die zum Teil auch Nebeninstrumente spielen. Vor allem im romantischen Opernorchester spielt zum Beispiel die Bassklarinette eine zunehmende Rolle (etwa in den Opern von Richard Wagner). Die Klarinettenpartien aus Opern von Richard Strauss sind so wichtig und anspruchsvoll, dass sie bis heute als Pflichtstücke bei Vorspielen verlangt werden. Einzelne Komponisten (zum Beispiel Schostakowitsch in seiner Oper Lady Macbeth von Mzensk) besetzen bis zu fünf oder acht (Richard Strauss, Elektra) Klarinettisten.

#### Musik im modernen Stil (1. Hälfte 20. Jh.)
Die Klarinette wird in der Musik Moderne Musik des frühen 20. Jh. sehr häufig verwendet. Die wichtigsten Komponisten dieser Periode schrieben für das Instrument Solokompositionen, Kammermusik und Orchesterwerke mit Klarinetten in der Holzbläsergruppe.
Unter den Kompositionen dieser Zeit für die völlig unbegleitete Klarinette sind vor allem zu nennen die Drei Stücke (1919) von Igor Strawinski, Stimmungen eines Fauns (1921) von Ilse Fromm-Michaels, L’abîme des oiseaux (1941) aus dem Quatuor pour la fin du temps von Olivier Messiaen, das Capriccio (1946) von Heinrich Sutermeister und die Solo-Sonaten von Sigfrid Karg-Elert (1920), John Cage (1933) und Germaine Tailleferre (1957).
Das Instrument wird weiterhin für Solokonzerte mit Orchesterbegleitung verwendet. Die wichtigsten sind die Konzerte von Carl Nielsen, Aaron Copland im Auftrag von Benny Goodman und Paul Hindemith, dessen Konzert 1950 ebenfalls von Benny Goodman uraufgeführt wurde.
In der Kammermusik sind die Vier Stücke von Alban Berg hervorzuheben. Es gibt zahlreiche Werke für Klarinette und Klavier (Max Reger, Camille Saint-Saëns, Francis Poulenc, Claude Debussy, Alban Berg). Das Instrument tritt zusammen mit den Streichern in Trios auf (Béla Bartók, Igor Strawinsky, Darius Milhaud, Ernst Křenek) und Quartette (Olivier Messiaen und Paul Hindemith). Sonaten komponierten Felix Draeseke, Camille Saint-Saëns, Max Reger, Arnold Bax, Paul Hindemith, Francis Poulenc (Sonate für Klarinette und Klavier), Josef Schelb, Leonard Bernstein und Aaron Copland.
Im Orchester verkörpert die Klarinette die Katze in Peter und der Wolf von Sergej Prokofjew, und einer ihrer berühmtesten Einsätze ist natürlich das virtuose Glissando, das die Rhapsody in Blue von George Gershwin einleitet, dieses schwierige Solo ist eine Art Vorspann für das Werk und ist bis heute berühmt geblieben.

##### Der Karneval der Tiere
In dieser berühmten Komposition von Camille Saint-Saëns spielt die Klarinette in vier der vierzehn Sätze, nämlich :
- Hühner und Hähne

Als äußerst seltenes Beispiel für rein imitative Musik ist dieses konzertante Gackern, zu dem die Klarinette hinzukommt, ein Bravourstück mit einem sehr ironischen Charakter. Die Klarinette verstärkt in einem kurzen Moment das anmaßende Gackern der Hähne.
- Der Kuckuck im Wald

Dies ist zweifellos eines der bekanntesten Themen auf der Klarinette. Seine Originalität besteht darin, dass die Klarinette das Privileg hat, 21 Mal das gleiche Motiv auf den gleichen zwei Noten (2 Achtelnoten D4-B3, nach Gehör C4-Lab3) zu wiederholen, während das Klavier die Melodie allein durch langsame Akkorde führt... Durch diese beiden unermüdlich wiederholten Noten imitiert die Klarinette den Klang des Kuckucks und verstärkt so die satirische Seite des Stücks.
- Fossilien

Parodistische Passage, die neben ausgestorbenen Tieren auch an alte Melodien aus der damaligen Zeit erinnert. Die Klarinette greift das berühmte Thema aus Gioachino Rossinis Barbier von Sevilla una voce poco fa auf und scherzt sogar mit ihrem eigenen Totentanz, der für diesen Anlass fröhlich gemacht wurde! Sehr deutlich ist hier ein Fragment von Au clair de la lune durch die Klarinette zu hören.
- Finale

Dieses letzte Stück ist gleichbedeutend mit der Parade am Ende einer Revue. Die Klarinette spielt die ganze Zeit Seite an Seite mit der Piccoloflöte.

#### Musik im zeitgenössischen Stil (ab 1950)
Die Klarinette wird auch von Zeitgenössische Komponisten verwendet. Eine Auswahl:
- Madrigal I von Henri Pousseur, 1956.

- Sonate, für Klarinette solo von Germaine Tailleferre, 1957

- Domaines, in der Version für Klarinette solo (1961) und in der Version mit Ensemble (Rev. 1969) und Dialogue de l'ombre double (1985), mit Elektronik von Pierre Boulez

- Fünf Sätze, für Klarinettenquartett, von Claude Arrieu, 1964

- Sonate, für Klarinette solo von Edison Denisov, 1972

- Sequenza von Luciano Berio, 1980

- Ombra für Kontrabassklarinette von Franco Donatoni, 1984

- Dites-moi la neige, für Klarinette und 2 Streichquartette, op.17, von François Leclère, 1995
- Eshu für 15 Klarinetten (von der kleinen 'Es-' bis zur Kontrabassklarinette in B) und Schlagzeug von Pierre Angot
- Concertino für Klarinette und Streicher (2001/02) von Aexis Chalier

- Génération, Concerto Grosso für drei Klarinetten und Orchester von Jean-Louis Agobet, 2002.

- Concerto Grosso Nr. 2 für 5 Klarinetten und Orchester, von Krzysztof Penderecki, 2004.

- Klarinettenkonzert (2005) von Kalevi Aho

- The Seas of Kirk Swarf für Bassklarinette und Streicher (2007)

- Konzert für Bassklarinette und Orchester von Todd Goodman

- Lost Lanes, Shadow Groves von James Francis Brown (2008)[44]

- Épitaphe, für Klarinette in A und Klavier, von Karol Beffa, 2009

- Equinox für Klarinette und kleines Orchester von Richard Festinger (2009)

- Feux d'artifice, für Klarinettenquartett, von Karol Beffa, 2011

- Intangiballistics für Klarinette und Bläserensemble von Rusty Banks (2011)

- Klarinettenkonzert von Sérgio Azevedo (2013)

- Klarinettenkonzert von Karol Beffa (2014)

- Concerto pour clarinette et orchestre von Paul Dupré (2019)

- Basset Clarinet Concerto 'SUTRA' von Wim Henderickx, Uraufführung am 31. März 2021 mit Annelien Van Wauwe

Einen Höhepunkt in technischer und musikalischer Raffinesse markiert das Klarinettenkonzert von Jean Françaix (1968), das jedoch wegen seiner hohen Anforderungen an Solist und ans Orchester nur selten aufgeführt wird.
Neue Impulse setzten in den letzten Jahren u. a. der schwedische Solo-Klarinettist Martin Fröst und der Finne Kari Kriikku. Beide Solisten haben Konzerte in Auftrag gegeben, uraufgeführt und in zahlreichen Konzerten weltweit gespielt und auf CD aufgenommen. Für Fröst schrieben u. a. Kalevi Aho, Anders Hillborg und Rolf Martinsson (Concert Fantastique), für Kriikku u. a. Unsuk Chin, Kimmo Hakola, Jouni Kaipainen, Magnus Lindberg, Kaija Saariaho und Jukka Tiensuu Konzerte.

### Im Blasorchester
In Blasorchestern und Militärkapellen wird die Klarinette unter anderem für schnelle Solopassagen verwendet. In Blasmusikbearbeitungen symphonischer Werke übernehmen die in zwei oder mehr Gruppen geteilten Klarinetten häufig die Geigenstimmen. Sie spielen dort weitgehend in ihrem oberen Tonbereich, in dem sie sich leicht von den anderen Instrumenten abheben. In größeren Blasorchesterbesetzungen werden zu den vorherrschenden B-Klarinetten, die chorisch besetzt sind, auch noch die Es-Klarinette, die tiefere Altklarinette in Es und die Bassklarinette in B gespielt. Die Kontra-Altklarinette in Es und die Kontrabassklarinette in B sind selten anzutreffen.
In böhmisch-mährischer Volksmusik wird die Klarinette meist zweistimmig (Es und B) besetzt und hat, abgesehen von eigenen Solopassagen, verzierende Funktion. Da die häufigen Pralltriller und Sechzehntelfiguren an Vogelgezwitscher erinnern, werden ihr oft Namen von Singvögeln gegeben zum Beispiel in den Titeln Gesang der Lerche oder Amselbrüder.

### Im Jazz
Vor allem im frühen Jazz war die Klarinette ein zentrales Instrument, der Gipfel ihrer Popularität war in der Dixieland-Jazz- und Big-Band-Ära der 1930er und 1940er Jahre, als Klarinettisten wie Sidney Bechet, Benny Goodman, Artie Shaw, Johnny Dodds, George Lewis und Woody Herman die wohl erfolgreichsten Unterhaltungsmusikgruppen ihrer Zeit anführten. Dabei kamen zeitweise neben der dominierenden B-Klarinette auch Klarinetten in C und Es zum Einsatz. Duke Ellington verwendete die Klarinette in seinen Kompositionen als Hauptinstrument. Mit der sinkenden Beliebtheit der Big Bands in den späten 1940ern entfernte sich das Instrument von der zentralen Position, die sie auch im modern Jazz nicht wieder erlangte.
Im Dixieland-Revival der 1950er Jahre wurden Klarinettisten wie Hugo Strasser, Acker Bilk und Monty Sunshine berühmt und gelangten mit ihrer Musik sogar in die Hitparaden der Popularmusik. In der populären Jazzmusik fand auch die selten eingesetzte Metallklarinette ihren Platz.
Obwohl einige Musiker wie Eric Dolphy, Buddy DeFranco, Tony Scott, Jimmy Giuffre, Rolf Kühn, Perry Robinson, Theo Jörgensmann oder John Carter sie auch für Bebop und Free Jazz einsetzten, konnte die Klarinette bis heute ihren alten Stellenwert nicht mehr erreichen. In der zeitgenössischen Improvisationsmusik kann man sie wieder öfter hören. Unter den modernen Jazz-Klarinettisten sind u. a. Eddie Daniels, Paquito D’Rivera, Gebhard Ullmann, Don Byron und Lajos Dudas erwähnenswert.

### Grenzgänger
- Jean-Christian Michel ist von der Kirchenmusik von Johann Sebastian Bach und vom anspruchsvollen „Europäischen“ Jazz inspiriert und spielt seine Kompositionen und Adaptationen auf der Klarinette.
- Das German Clarinet Duo spielt eine improvisierte Kammermusik, in der Elemente des Jazz und der Neuen Musik durch eine jazzoide Zeitgestaltung miteinander verbunden werden.
- Auch Woody Allen spielt Klarinette (Albert-System) und hat in den Aufnahmen seiner Filmmusiken (Take the Money and run, The Sleeper, Radio Days) selbst die Klarinette gespielt.
- Der englische Musiker John Helliwell setzt die Klarinette als tragendes Melodieinstrument in der Rockgruppe Supertramp ein.
- Musiker wie Tara Bouman oder Michael Riessler sind Grenzgänger, die aus der klassischen Musik kommen. Beide haben sich auch als Improvisatoren einen Namen gemacht.
- In der Band Coppelius werden Klarinetten oft für Soli benutzt, die im Klang an Gitarrensoli erinnern sollen.

### Vibrato, Tremolo
Im Jazz und in der amerikanischen Unterhaltungsmusik wird die Klarinette traditionell mit ausgeprägtem Vibrato gespielt. In der klassischen Musik, in der Ländlermusik und in der Blasmusik wird die Klarinette hingegen traditionell mit einem möglichst geraden, konstanten Ton gespielt. Im Gegensatz zu Streichern, Sängern, Flötisten und Oboisten lehnten die klassischen Klarinettisten im 20. Jahrhundert das Vibrato-Spiel ab. Allein in Amerika wurde – vom Jazz beeinflusst – nicht selten auch in der klassischen Musik Vibrato eingesetzt.

### Weitere Verwendungen
- Im Klezmer (Giora Feidman, Joel Rubin) und in der osteuropäischen Volksmusik (Iwo Papasow) findet die Klarinette reiche Verwendung als Solo- oder Begleitinstrument.
- Insbesondere auf dem Balkan ist die Klarinette, selbst in den kleinsten Besetzungen, ein Standardinstrument.
- Nicht ganz so unentbehrlich, aber immer noch wichtig ist die Klarinette in der alpenländischen Volksmusik.
- In der türkischen Folklore hört man meist Albert-Klarinetten[45] in G aus Holz oder Metall, gespielt zum Beispiel von Hüsnü Şenlendirici
- Seltener wird sie in der Popmusik eingesetzt, etwa in einigen Hits der Gruppe Supertramp.[46] Eine außergewöhnliche Mixtur aus Dixieland Jazz und Beatmusik findet sich zum Beispiel in dem Stück When I’m Sixty-Four der Beatles
- In Griechenland spielt die Klarinette (Clarino) in der traditionellen Tanz-, Hochzeits- und Klagemusik eine wichtige Rolle. Bei der Besetzung des griechischen Klageliedes gibt es häufig eine solistische Klarinette, oft mit Improvisation.

## Pädagogik
Wie so viele andere Instrumente kann man auch das Klarinettenspiel privat, an Musikschulen, Konservatorien oder Kunsthochschulen erlernen. Vor der Anschaffung eines Instruments sollte unbedingt der zukünftige Lehrer konsultiert werden, der den Schüler über die Wahl des Systems und die Qualität der Klarinette beraten kann. Neben der Vermittlung von Grifftechnik, Haltung, Atemtechnik und Ansatz sollte ein guter Klarinettenlehrer auch in der Lage sein, Tipps für die Bearbeitung des Rohrblattes zu geben.
In Klarinettenensembles, Blasorchestern, Amateur- oder Schulorchestern kann der fortgeschrittene Schüler seine erste Spielpraxis erhalten. Im professionellen Studium bieten sich zudem Kammermusikensembles oder Hochschulorchester an. Für die Aufnahme in ein Symphonieorchester ist das erfolgreiche Absolvieren eines Probespiels Bedingung, bei dem Konzertsoli und schwierige Stellen aus Orchesterwerken vorzutragen sind. Die Vorbereitung solcher Probespiele ist einer der Schwerpunkte des professionellen Instrumentalstudiums.
Wichtige Etüden und Schulwerke für Klarinette stammen von Kalman Opperman, Carl Baermann, Friedrich Berr, Giovanni Battista Gambaro, Hyacinthe Klosé, Fritz Kröpsch, Rudolf Jettel, Ernesto Cavallini, Paul Jeanjean, Alfred Uhl und Reiner Wehle.

## Berühmte Klarinettisten des 18. und 19. Jahrhunderts

### Anton Stadler

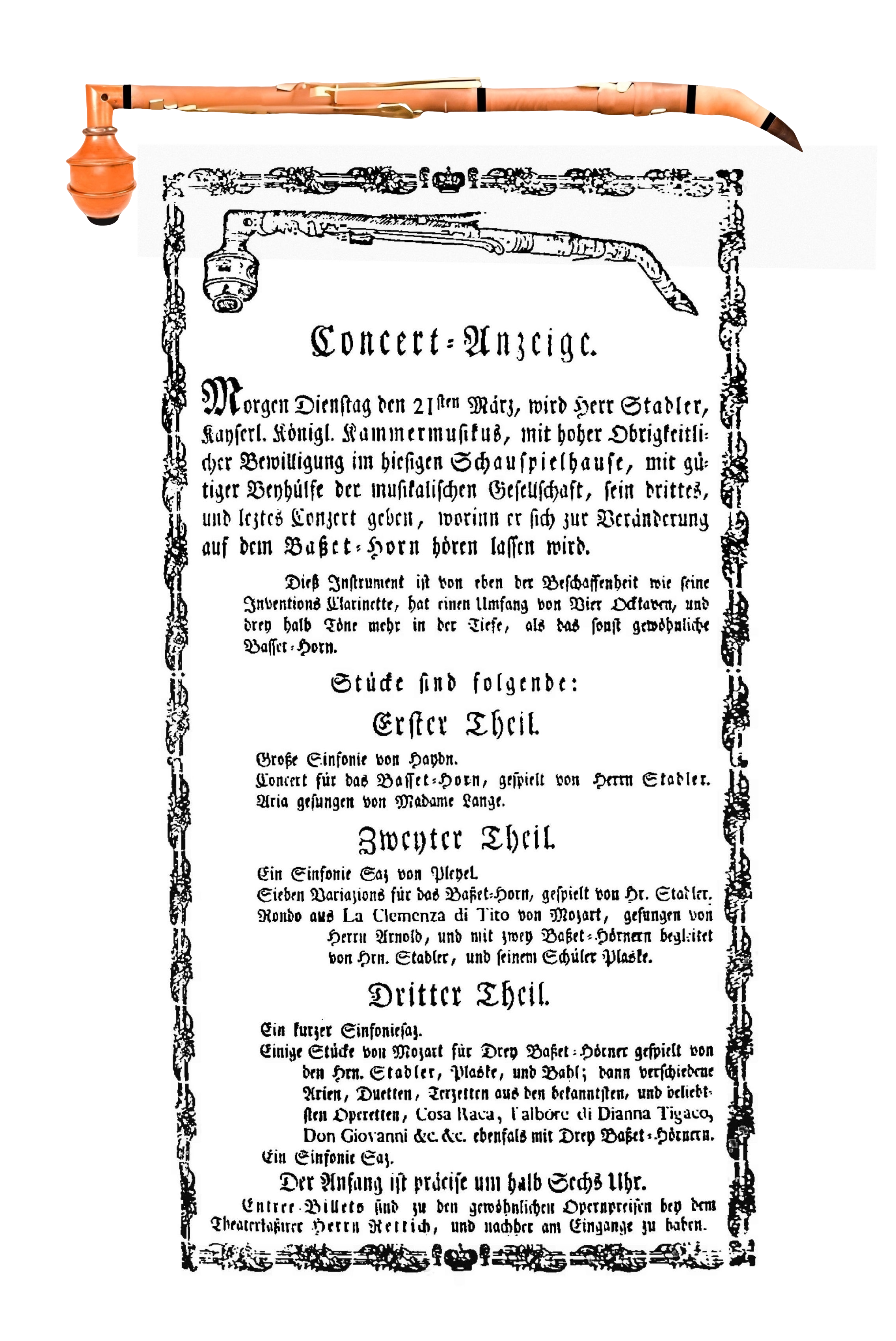
Programmzettel eines Konzerts in Riga am 21. März 1794 mit Skizze der von Stadler verwendeten Bassettklarinette, oben Replica

Anton Stadler (1753 – 1812), ein österreichischer Klarinettist, war der berühmteste Klarinettist und Bassetthornist der Anfangszeit der Klarinette und ein Logenbruder von Wolfgang Amadeus Mozart. Mozart widmete ihm das Klarinettenquintett KV 581 und sein Klarinettenkonzert KV 622. Beide Werke und noch eine Reihe anderer, z. B. das Kegelstatt-Trio KV 498, wurden von ihm uraufgeführt. Auf Anregung von Mozart entwickelte er zusammen mit dem Instrumentenbauer Theodor Lotz eine Klarinette, deren Tonumfang um eine große Terz nach unten (bis C statt E) erweitert wurde und die heute Bassettklarinette genannt wird. Für dieses Instrument schrieb Mozart sowohl das Klarinettenquintett wie auch das Klarinettenkonzert. Konzertreisen führten Stadler nach Mozarts Tod (1792) bis nach Riga.

### Iwan Müller

Iwan Müller

Iwan Müller (1786–1854), in Reval geborener deutscher Klarinettist, wurde sowohl als großer Virtuose und Interpret wie auch als Klarinettenbauer bekannt, der entscheidende Verbesserungen an dem Instrument vornahm. Vor allem erfand er das runde Lederpolster, das in Kombination mit konischen von Zwirlen umgebenen Tonlöchern für die Klappen eine luftdichte Abdeckung der Tonlöcher ermöglichte, was bei den bis dahin verwendeten rechteckigen Filzpolstern nicht gewährleistet war. Als Folge davon konnte die Klarinette jetzt mit deutlich mehr Klappen versehen werden als zuvor. Er entwickelte eine Klarinette mit 13 Klappen statt der bis dahin üblichen fünf, die sich weltweit durchsetzte. Diese Erfindung wurde auch von den Herstellern der anderen Holzblasinstrumente übernommen. Müller wirkte als Soloklarinettist in Deutschland, Russland, England, Frankreich und der Schweiz und war zuletzt als Hofmusiker des Fürsten von Schaumburg-Lippe tätig.

### Hyacinthe Eléonore Klosé
Klose (1808 – 1880) war ein auf Korfu geborener französischer Klarinettist, der fast ausschließlich in Paris wirkte, zunächst als Militärmusiker, dann als Solist und vor allem als Lehrer am Pariser Conservatoire. Zudem entwickelte er, ausgehend von der Müller-Klarinette, zusammen mit dem Instrumentenbauer Louis Auguste Buffet die sogenannte Böhmklarinette, auch französische Klarinette genannt, die sich von den konventionellen Klarinetten durch eine andere Anordnung der Tonlöcher, die Übernahme des von Böhm auf der Querflöte verwirklichten Ringklappensystems, eine Erhöhung der Klappenzahl auf siebzehn und eine andere Innenbohrung unterschied. Diese Klarinette ist heute fast unverändert in der ganzen Welt mit Ausnahme von Deutschland und Österreich verbreitet.

### Johann Simon Hermstedt

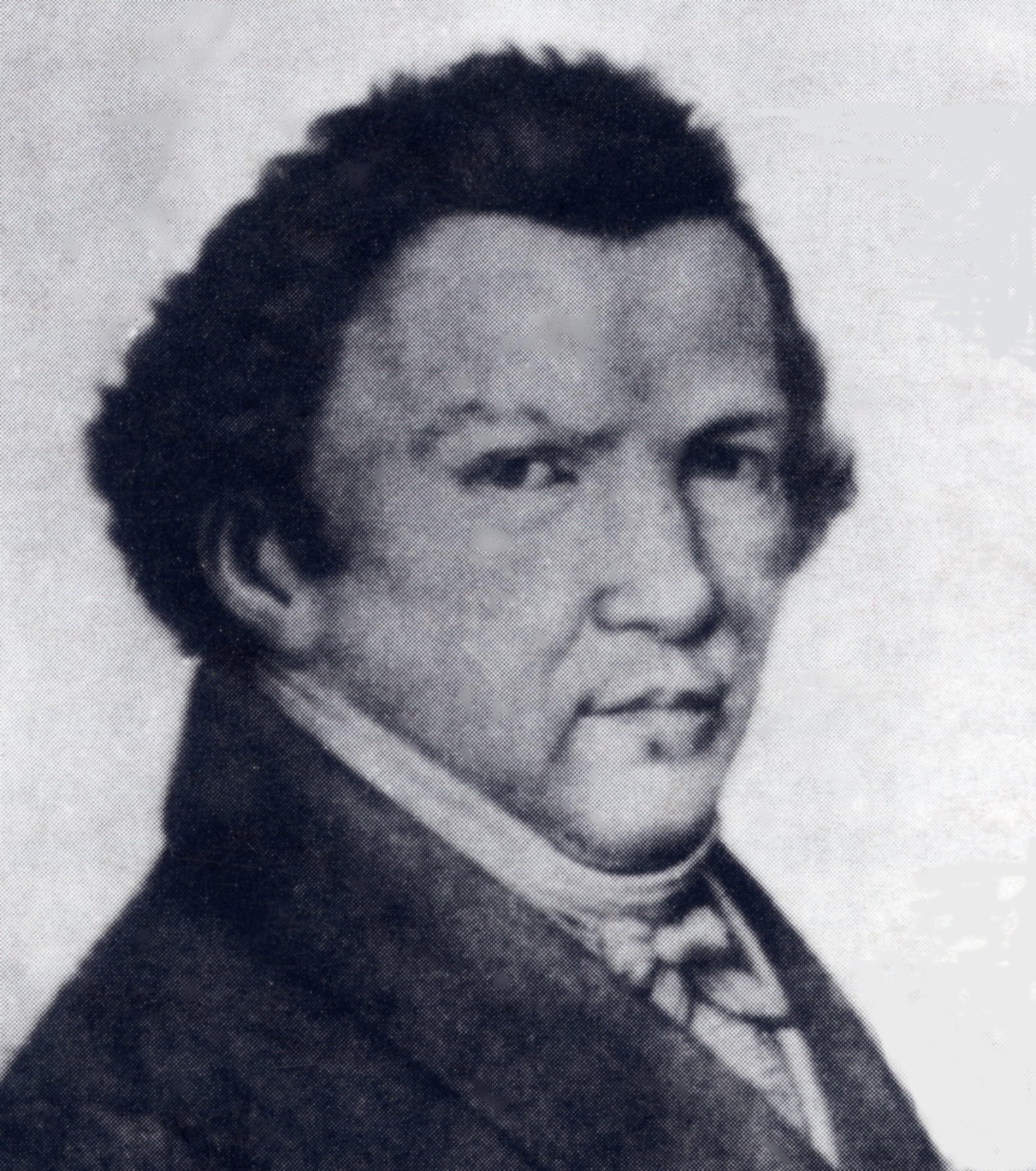
Johann Simon Hermstedt

Hermstedt (1778 – 1846) war ein deutscher Klarinettist, später auch Leiter des Orchesters des Fürsten von Sondershausen. Seine Konzertreisen führten ihn durch Deutschland, Österreich und die Niederlande. Er war ein anerkannter Virtuose, der auch die größten technischen Schwierigkeiten überwand, wenn auch seine Interpretationen nicht immer Zustimmung fanden. Er war mit Louis Spohr befreundet, der ihn einmal den „vorzüglichsten aller lebenden Klarinettenvirtuosen“ nannte und führte häufig dessen ihm gewidmeten vier Klarinettenkonzerte auf. Auch Goethe äußerte sich lobend über sein Spiel. Da Spohr keine Rücksicht auf die damaligen technischen Möglichkeiten der Klarinette nahm, war Hermstedt immer wieder gezwungen Verbesserungen an seinen Klarinetten vorzunehmen.

### Heinrich Joseph Baermann

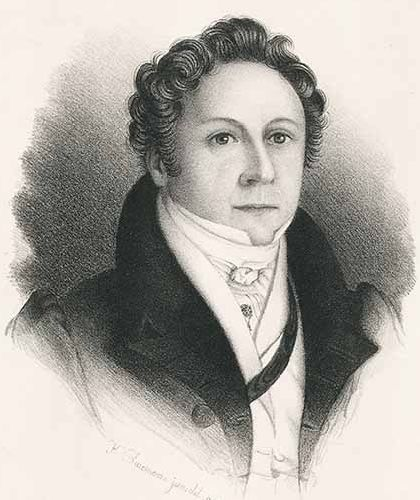
Heinrich Baermann

Heinrich Baermann (1784–1847) war ein in Potsdam geborener deutscher Klarinettist, der als Soloklarinettist der Münchner Hofkapelle und als Solist wirkte. Er unternahm zahlreiche Konzertreisen durch fast ganz Europa, von Rom bis St. Petersburg. Besonders gefeiert wurden seine Auftritte mit der seinerzeit berühmten italienischen Sopranistin Angelica Catalani. Obwohl auch er sein Instrument technisch beherrschte, zeichnete er sich insbesondere durch seine Tongebung und seine Interpretationen auf hohem künstlerischen Niveau aus. Carl Maria von Weber, der ihm alle seine Klarinettenwerke widmete, bezeichnete ihn als „lieben Freund“ und nannte ihn einen „wahrhaft großen Künstler und herrlichen Menschen“.

### Carl Baermann
Carl Baermann (1811–1885) war der Sohn von H. J. Baermann und der 1. Sängerin des Münchener Hoftheaters Helene Harlas. Er folgte seinem Vater als Klarinettist und Hofmusiker der Staatskapelle. Auch er unternahm eine Reihe von Konzertreisen, wenn auch nicht im Umfang seines Vaters. Er erhielt zahlreiche Ehrungen und wurde Professor am königlichen Conservatorium für Musik in München. Als solcher schrieb er eine ausführliche Klarinetten-Schule, die bis heute als Studienwerk für die deutsche Klarinette verwendet wird.

### Richard Mühlfeld

Richard Mühlfeld (1896)

Richard Mühlfeld (1856–1907) war ein deutscher Orchester- und Kammermusiker, zunächst als 1. Klarinettist der Meininger Hofkapelle unter Hans von Bülow. Von 1884 bis 1886 war er daneben Soloklarinettist des Bayreuther Festspielorchesters. Von 1888 an übernahm er leitende Funktionen am Meininger Hoftheater, zuletzt als herzoglicher Musikdirektor.
Mühlfeld war mit Brahms befreundet, der seine Karriere als Kammermusiker förderte. Als solcher machte er dessen Klarinettenwerke in vielen europäischen Ländern bekannt. Brahms nannte Mühlfeld „die Nachtigall des Orchesters“ und schrieb an Clara Schumann: „Man kann nicht schöner Klarinette blasen, als er es tut.“

### Oskar Oehler
Oskar Oehler (1858–1936) war ein deutscher Klarinettist und Klarinettenbauer. Bereits während einer Lehre als Orgelbauer nahm er Klarinettenunterricht. Er wirkte sodann als Klarinettist in Orchestern in Weida, Halle (Saale) und Nizza. Nach seiner Rückkehr nach Deutschland wurde er Klarinettist in dem damals berühmten Laube-Orchester in Hamburg. 1883 wurde er Mitbegründer der Berliner Philharmoniker. Während seiner Orchestertätigkeit und auf mehreren Reisen studierte er die Instrumente anderer Klarinettisten und sammelte Erfahrungen im Klarinettenbau. 1887 eröffnete er eine Werkstatt als Klarinettenbauer und gab 1888 seine Anstellung bei den Berliner Philharmonikern auf, um sich ganz dieser Tätigkeit zu widmen. Um die Wende zum 20. Jahrhunderts widmete er sich mehrere Jahre der Verbesserung und Perfektionierung der deutschen Klarinette, deren am weitesten entwickelte Variante damals die auch von Mühlfeld gespielte Baermann/Ottensteiner-Klarinette war. Diese Arbeiten führten 1905 zur Patentierung einer perfektionierten Klarinette mit 22 Klappen, fünf Ringen und einem Deckel, der an der rechten Seite zwei Klappen betätigt, für die er ein Gebrauchsmuster erhielt und die auch heute noch nahezu unverändert von deutschen und österreichischen Profi-Klarinettisten gespielt wird und die allgemein Oehler-Klarinette oder deutsche Klarinette genannt wird.

## Aktuelle Hersteller von Bedeutung
Chile
Luis Rossi
Deutschland
Oscar Adler, Buffet Crampon Deutschland GmbH (W. Schreiber), Claríssono (Martin Schöttle), Dietz Klarinettenbau (Neustadt a.d. Aisch), Dörfler, Martin Foag, Frank Hammerschmidt, Karl Hammerschmidt, Stefan Hofmann, Georg Hufnagel, Harald Hüyng, Richard Keilwerth, Johanna Kronthaler, Kunath Instrumentenbau, Leitner & Kraus (Neustadt a.d. Aisch), Stephan Leitzinger, Rolf Meinel, Gebrüder Mönnig Holzblasinstrumente (Oscar Adler), Gustav Mollenhauer & Söhne (Kassel), Bernd Moosmann, W. O. Nürnberger (Nico Sämann), Püchner, Lothar Reidel, Eberhard Scherzer, Schwenk & Seggelke, Steinbach, Friedrich Arthur Uebel, Guntram Wolf, Herbert Wurlitzer (Neustadt a. d. Aisch).
Die 1919 gegründete Manufaktur Richard Müller in Bremen entwickelte Anfang der 50er Jahre des 20. Jahrhunderts zusammen mit dem damaligen Soloklarinettisten des Kölner Gürzenich-Orchesters und Dozenten der dortigen Musikhochschule Paul Gloger für die Klarinette mit deutschem Griffsystem eine durchgehend ergonomische Mechanik, mit der Folge, dass die Instrumente besser in der Hand lagen und leichter gespielt werden konnten. Diese ergonomische Bauweise der Mechanik wurde später von fast allen Herstellern von Klarinetten mit deutschem Griffsystem übernommen.
England
Peter Eaton (Produktion 2018 eingestellt), Hanson Clarinets
Seit ca. den 1930er Jahren war in Großbritannien ein bestimmtes Klarinettenmodell der Firma Boosey & Hawkes (B. & H.) sehr beliebt und einflussreich. Das Modell 1010 hatte eine sehr weite Bohrung von 15,2 mm, die zudem vollständig zylindrisch geformt war. Berühmte englische Klarinettisten wie Jack Brymer, Thea King, Frederick Thurston und Gervase de Peyer spielten auf ihr und sind maßgeblich für die enorme Popularität dieser Klarinette in Großbritannien mit verantwortlich. Die Produktion von Klarinetten wurde 1986 von B. & H. eingestellt. Dies führte dazu, dass viele professionelle britische Klarinettisten meist auf Instrumente der französischen Firma Buffet Crampon (meist Modell R13) auswichen, Instrumente mit wesentlich kleinerer und nicht vollständig zylindrischer Bohrung (14,65 mm). Die Tradition der 1010 wurde von Peter Eaton und seinem kleinen Team mit dem Modell Elite fortgeführt und verbessert. Trotz kleiner Auflage sind Instrumente von Peter Eaton bei führenden britischen Klarinettisten sehr verbreitet. Peter Eaton hat die Produktion 2018 aus Altersgründen eingestellt.
Frankreich
Buffet Crampon, Henri Selmer, Georges Leblanc (bis 2008)
Die Firma Buffet Crampon gilt bei professionellen Böhmklarinetten als Marktführer. Das ca. 1950 vom Instrumentenmacher Robert Carrée entwickelte Modell R13 ist die weltweit erfolgreichste Profiklarinette und gilt in den USA quasi als Standard. In Europa ist das 1975 entwickelte Modell RC (bzw. RC Prestige [14,71 mm]) beliebter. Wichtigste Mitstreiter am Markt sind sicherlich Yamaha und Henri Selmer, im nordamerikanischen Raum seit einigen Jahren auch Backun. Die französische Firma George Leblanc war sehr bedeutend, bis sie 2008 von Buffet Crampon aufgekauft wurde. Buffet Crampons Modell R13 diente als Vorbild für einige Modelle von Leblanc und Yamaha.
Italien
Fratelli Patricola, Romeo Orsi, L. A. Ripamonti
Japan
Josef, Yamaha
Kanada
Backun Musical Services, Stephen Fox
Österreich
Gerold Angerer, Otmar Hammerschmidt, Herbert Neureiter, Rudolf Tutz
Taiwan
Jupiter
Tschechien
Amati-Denak
USA
Ridenour Clarinet Products, Chadash Clarinet, Conn-Selmer, Martin Freres Company